# 자치통감

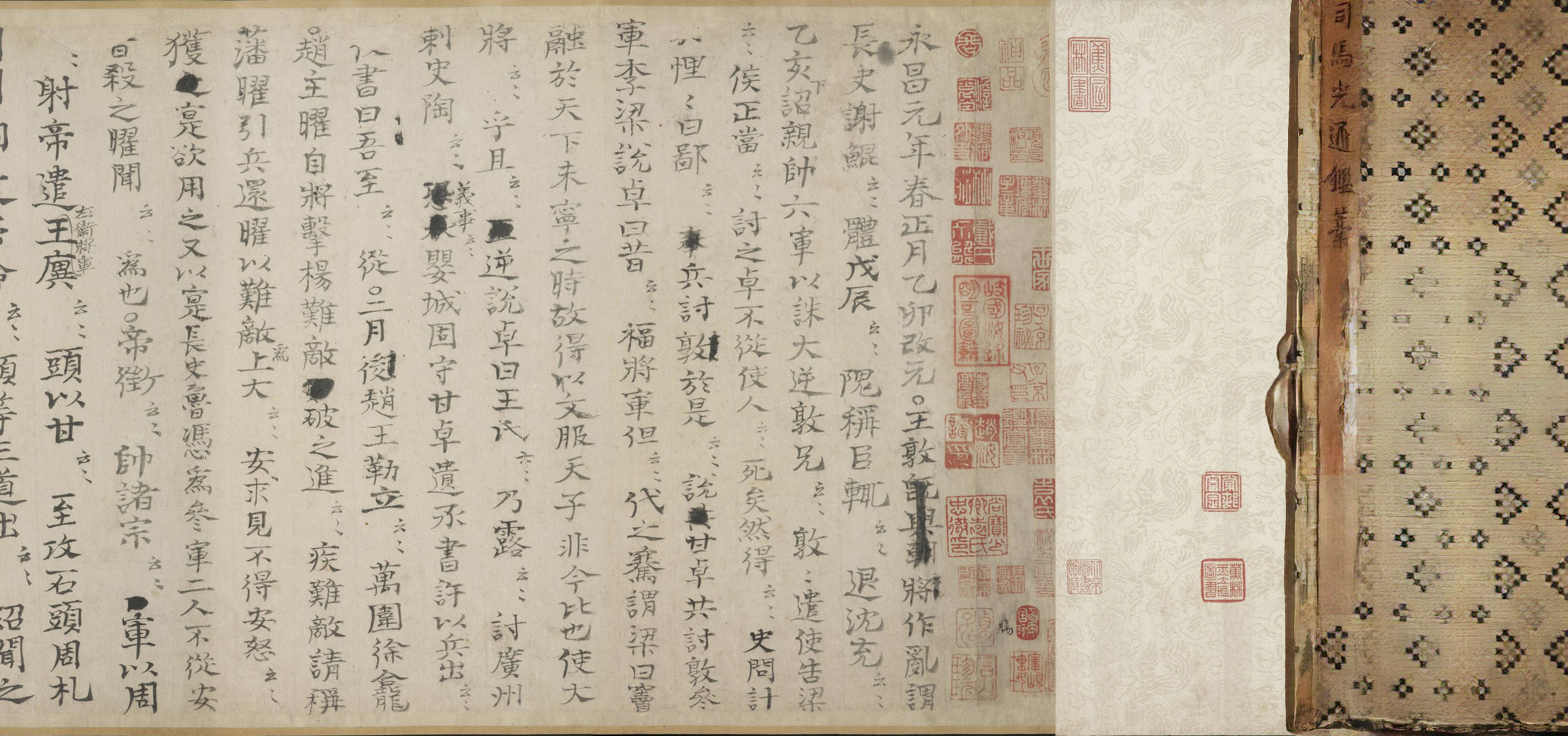
《자치통감》(資治通鑑)

《자치통감》(資治通鑑)은 북송의 사마광이 지은 중국의 역사책이다. 1065년에 영종의 명을 받들어 사마광이 짓기 시작하였다. 1084년 11월에 완성되었으며, 처음 이름은 《통지》(通志)였으나 신종에 의해 《자치통감》이라는 이름을 얻게 되었다.
이 역사서는 《통감》(通鑑)이라 줄여부르기도 한다. 편년체 형식으로 주나라의 위열왕이 진(晉)나라의 3경을 제후로 인정한 기원전 403년부터 오대 십국 시대의 후주의 세종 때인 959년에 이르기까지 그 역사를 1년씩 묶어서 편찬한 것이다. 고대 중국 16개조 1362년의 역사를 다루었으며 모두 16기(紀) 294권이다.
이 책은 왕조 시대에는 사마광의 명망과 더불어 높은 평가를 받았다. 후술하겠지만 실제 정치를 실시하는 데 있어 참고하고 보조로 삼아야 할 책으로 제작된 목적도 있어 《정관정요》 등과 함께 대표적인 제왕학 서적으로 여겨져 왔다. 또한 지금은 산일되고 없는 사마광 당시까지 전해지던 사료를 적지 않게 수록했기에 유력한 사료라고 주목받는다. 한국의 역사 연구에도 많은 영향을 주었다.

## 내용
황제가 두루 볼 수 없을 정도로 역사책이 방대하게 많은 것을 염려한 황제는 사마광에게 이들 역사책을 하나로 정리한 《통지》 8권을 만들게 했다. 기술은 통사(通史)·편년사(編年史)의 체제를 취하고, 구양수의 《신오대사》처럼 《춘추》에서 그 규범을 모방하고 있다. 치평 원년(1064년)에 처음 영종에게 바쳐진 이 책은 신종대에 이르러, "정치상의 참고에 이바지하는 치정(治政)의 거울"이라는 의미가 담긴 '자치통감'이라는 이름을 받게 된다.
자치통감이라 함은 치도(治道)에 자료가 되고 역대를 통하여 거울이 된다는 뜻으로, 곧 역대 사실(史實)을 밝혀 정치의 규범으로 삼으며, 또한 왕조 흥망의 원인과 대의명분을 밝히려 한 데 그 뜻이 있었다. 따라서 사실을 있는 그대로 기술하지 않고 독특한 역사관에 의하여 기사를 선택하고, 정치나 인물의 득실(得失)을 평론하여 귀감으로 삼을 만한 사적을 많이 습록(拾錄)하였다. 편년에 있어서도 3국의 경우에는 위나라 연호를, 남북조의 경우에는 남조의 연호를 각각 써서 그것이 정통(正統)임을 명시하였다.
사마광이 이 책을 제작한 의도는 전국 시대에서 5대까지 1362년의 정치적 변천을 더듬어 그 치란흥망(治亂興亡)을 정돈함으로써 대의명분을 밝혀 제왕(帝王)의 치정의 거울로 삼는 데 있었다. 따라서 거기에는 그 자신의 역사관이 대의명분에 집약적으로 관철되어 있다. "신(臣)의 정력이 이 서(書)에 다하였도다"라고 그가 상주(上奏)한 바 있는 19년간의 수사(修史) 사업에는 각 왕조의 정사(正史) 외에 잡사(雜史) 322종이 사용되어 이들 자료에 고증을 가미했으며, 특히 수 · 당 시대의 부분에 있어서는 구양수의 《신당서》 편찬 이후에 수집된 자료들까지 채록하여 정사로서의 신·구《당서》나 신·구《오대사》와 더불어 높은 사료적 가치를 지닌 것으로 평가받고 있다. 사마광은 가능한 한 많은 자료를 수집하여 그것을 날짜순으로 다시 정리해 하나의 '대자료집'('장편'이라고도 불렸다)을 완성시킨(제1단계) 다음에 그 '대자료집' 안에서 사마광이 치세에 도움이 될 만한 것을 뽑아 《자치통감》으로서 완성시켰다(제2단계).
제1단계를 사마광 자신이 모두 도맡아 한 것은 아니고, 먼저 사마광이 《통지》(通志) 8권을 지어 바치자 영종(英宗)이 편찬국(編纂局)을 개설하여 사마광의 주재하에 당시 한대사의 전문가로 꼽히던 유반(劉攽, 그는 당시의 저명한 학자인 유창의 남동생)이 전·후한 시대를 맡고, 당대사의 경우는 사마광의 제자인 범조우(范祖禹, 1041년∼1098년)가 맡았으며, 가장 난관이었던 삼국(三國)에서 남북조(南北朝) 부분은 당시 사학연구의 제1인자로 꼽히던 유서(劉恕)가 맡는 형태로 이루어졌다.(시대별로 그 분야의 역사 전문가가 분담하여 각 시대사를 집필한다는 당시로서는 가장 선구적이고 체계적인 형태의 역사 편찬 사업이었다.) 정사(正史)는 물론 실록(實錄) ·야사(野史) ·소설(小說) ·묘지류(墓誌類) 등 322종의 각종 자료를 참고로 하여 《춘추좌씨전》의 서법(書法)에 따라 완성하였다. 특히 중요하다고 생각되는 기사에는 ‘신광왈(臣光曰)’이라고 하여 사마 광 자신의 평론을 가하고 있어 그의 사관을 엿볼 수 있다.
신종(神宗)이 《자치통감》이라 이름을 붙이고 자서(自序)를 지었다. 자신이 모은 자료 가운데 고증이 필요한 부분을 따로 정리한 것이 《자치통감고이(資治通鑑考異)》(30권)이며, 연표로서 《자치통감연표》(30권)도 존재한다. 부산물로서 《통감목록(通鑑目錄)》(30권), 《통감석례(通鑑釋例)》(1권)은 사마광이 《자치통감》내의 각각의 목록과 범례를 수록한 것이며, 《계고록(稽古錄)》(20권)은 완성된 《자치통감》의 부족한 내용을 사마광 자신이 다시 보충한 것이다.
《자치통감》이 송대에 미친 영향은 크며, 이후 《자치통감》과 마찬가지로 편년체 역사책이나 편년체의 결점을 보충하기 위한 기사본말체 역사서가 잇따라 편찬되었다. 대표적인 것으로 호안국(胡安國)의 《춘추전(春秋傳)》 등이 있으며, 주자의 《자치통감강목》(資治通鑑綱目)을 비롯해 《통감기사본말》(通鑑記事本末) · 《속자치통감장편》(續資治通鑑長編) · 《속자치통감》(續資治通鑑) · 《속자치통감장편습보》(續資治通鑑長編拾補) 등 아예 《자치통감》의 이름을 따온 것도 있었다. 또 원(元) 초기의 학자 호삼성의 주석(일명 '호주胡注')은 《자치통감》의 기사를 보정하는 것에서 나아가 다른 사료의 내용도 제공하고 있어 본서를 읽는데 없어서는 안 될 문헌이며 《자치통감》에 첨부된 많은 주석들 가운데서도 가장 뛰어난 것으로 평가받고 있다.

## 구성
총 16기 294권으로 이루어져 있다.
1. 선진시대 : 주기(周紀) 5권 / 진기(秦紀) 3권
2. 한나라 : 한기(漢紀) 60권(전한, 신나라 : 31권 / 후한 : 29권)
3. 위진시대 : 위기(魏紀) 10권 / 진기(晉紀) 40권 (서진 : 11권 / 동진 : 29권)
4. 남북조시대 : 송기(宋紀) 16권 / 제기(齊紀) 10권 / 양기(梁紀) 22권 / 진기(陳紀) 10권
5. 수당시대 : 수기(隋紀) 8권 / 당기(唐紀) 81권
6. 오대 십국시대 : 후량기(後梁紀) 6권 / 후당기(後唐紀) 8권 / 후진기(後晉紀) 6권 / 후한기(後漢紀) 4권 / 후주기(後周紀) 5권

## 목록

### 주기(周紀)
| ###  | ###    | 목록 (군주)     | 시작 시기 (음력)                             | 최종 시기 (음력)                            | 비고 |
| ---- | ------ | --------------- | -------------------------------------------- | ------------------------------------------- | ---- |
| 권 1 | 주기 1 | 위열왕 (威烈王) | 기원전 403년 (주 위열왕 23년 /진 간공 12년)  | 기원전 369년 (주 열왕 7년 /진 헌공 16년)    |      |
| 권 1 | 주기 1 | 안왕 (安王)     | 기원전 403년 (주 위열왕 23년 /진 간공 12년)  | 기원전 369년 (주 열왕 7년 /진 헌공 16년)    |      |
| 권 1 | 주기 1 | 열왕 (烈王)     | 기원전 403년 (주 위열왕 23년 /진 간공 12년)  | 기원전 369년 (주 열왕 7년 /진 헌공 16년)    |      |
| 권 2 | 주기 2 | 현왕 (顯王)     | 기원전 368년 (주 현왕 원년 /진 헌공 17년)    | 기원전 321년 (주 현왕 48년 /진 혜문왕 4년)  |      |
| 권 3 | 주기 3 | 신정왕 (愼靚王) | 기원전 320년 (주 신정왕 원년 /진 혜문왕 5년) | 기원전 298년 (주 난왕 17년 /진 소양왕 9년)  |      |
| 권 3 | 주기 3 | 난왕 (赧王) 상  | 기원전 320년 (주 신정왕 원년 /진 혜문왕 5년) | 기원전 298년 (주 난왕 17년 /진 소양왕 9년)  |      |
| 권 4 | 주기 4 | 난왕 (赧王) 중  | 기원전 297년 (주 난왕 18년 /진 소양왕 10년)  | 기원전 273년 (주 난왕 42년 /진 소양왕 34년) |      |
| 권 5 | 주기 5 | 난왕 (赧王) 하  | 기원전 272년 (주 난왕 43년 /진 소양왕 35년)  | 기원전 256년 (주 난왕 59년 /진 소양왕 51년) |      |

### 진기(秦紀)
| ###  | ###    | 목록 (군주)            | 시작 시기 (음력)               | 최종 시기 (음력)                | 비고 |
| ---- | ------ | ---------------------- | ------------------------------ | ------------------------------- | ---- |
| 권 6 | 진기 1 | 소양왕 (昭襄王)        | 기원전 255년 (진 소양왕 52년)  | 기원전 228년 (진 시황제 19년)   |      |
| 권 6 | 진기 1 | 효문왕 (孝文王)        | 기원전 255년 (진 소양왕 52년)  | 기원전 228년 (진 시황제 19년)   |      |
| 권 6 | 진기 1 | 장양왕 (莊襄王)        | 기원전 255년 (진 소양왕 52년)  | 기원전 228년 (진 시황제 19년)   |      |
| 권 6 | 진기 1 | 시황제 (始皇帝) 상     | 기원전 255년 (진 소양왕 52년)  | 기원전 228년 (진 시황제 19년)   |      |
| 권 7 | 진기 2 | 시황제 (始皇帝) 하     | 기원전 227년 (진 시황제 20년)  | 기원전 209년 (진 이세황제 원년) |      |
| 권 7 | 진기 2 | 이세황제 (二世皇帝) 상 | 기원전 227년 (진 시황제 20년)  | 기원전 209년 (진 이세황제 원년) |      |
| 권 8 | 진기 3 | 이세황제 (二世皇帝) 하 | 기원전 208년 (진 이세황제 2년) | 기원전 207년 (진 이세황제 3년)  |      |

### 한기(漢紀)
- 전한(前漢) 1

| ###   | ###     | 목록 (군주)                         | 시작 시기 (음력)                         | 최종 시기 (음력)                         | 비고  |
| ----- | ------- | ----------------------------------- | ---------------------------------------- | ---------------------------------------- | ----- |
| 권 9  | 한기 1  | 태조고황제 (太祖高皇帝) 상 - 상     | 기원전 206년 (전한 고제 원년)            | 기원전 205년 (전한 고제 2년)             |       |
| 권 10 | 한기 2  | 태조고황제 (太祖高皇帝) 상 - 하     | 기원전 204년 (전한 고제 3년)             | 기원전 203년 (전한 고제 4년)             |       |
| 권 11 | 한기 3  | 태조고황제 (太祖高皇帝) 중          | 기원전 202년 (전한 고제 5년)             | 기원전 200년 (전한 고제 7년)             |       |
| 권 12 | 한기 4  | 태조고황제 (太祖高皇帝) 하          | 기원전 199년 (전한 고제 8년)             | 기원전 188년 (전한 혜제 7년)             |       |
| 권 12 | 한기 4  | 효혜황제 (孝惠皇帝)                 | 기원전 199년 (전한 고제 8년)             | 기원전 188년 (전한 혜제 7년)             |       |
| 권 13 | 한기 5  | 고후 (高后)                         | 기원전 187년 (전한 고후 원년)            | 기원전 178년 (전한 문제 전(前) 2년)      | [ 4 ] |
| 권 13 | 한기 5  | 태종효문황제 (太宗孝文皇帝) 상      | 기원전 187년 (전한 고후 원년)            | 기원전 178년 (전한 문제 전(前) 2년)      | [ 4 ] |
| 권 14 | 한기 6  | 태종효문황제 (太宗孝文皇帝) 중      | 기원전 177년 (전한 문제 전(前) 3년)      | 기원전 170년 (전한 문제 전(前) 10년)     |       |
| 권 15 | 한기 7  | 태종효문황제 (太宗孝文皇帝) 하      | 기원전 169년 (전한 문제 전(前) 11년)     | 기원전 155년 (전한 경제 전(前) 2년)      |       |
| 권 15 | 한기 7  | 효경황제 (孝景皇帝) 상              | 기원전 169년 (전한 문제 전(前) 11년)     | 기원전 155년 (전한 경제 전(前) 2년)      |       |
| 권 16 | 한기 8  | 효경황제 (孝景皇帝) 하              | 기원전 154년 (전한 경제 전(前) 3년)      | 기원전 141년 (전한 경제 후(後) 3년)      |       |
| 권 17 | 한기 9  | 세종효무황제 (世宗孝武皇帝) 상 - 상 | 기원전 140년 (전한 무제 건원(建元) 원년) | 기원전 134년 (전한 무제 원광(元光) 원년) |       |
| 권 18 | 한기 10 | 세종효무황제 (世宗孝武皇帝) 상 - 하 | 기원전 133년 (전한 무제 원광(元光) 2년)  | 기원전 125년 (전한 무제 원삭(元朔) 4년)  |       |

- 전한(前漢) 2

| ###   | ###     | 목록 (군주)                         | 시작 시기 (음력)                        | 최종 시기 (음력)                         | 비고  |
| ----- | ------- | ----------------------------------- | --------------------------------------- | ---------------------------------------- | ----- |
| 권 19 | 한기 11 | 세종효무황제 (世宗孝武皇帝) 중 - 상 | 기원전 124년 (전한 무제 원삭(元朔) 5년) | 기원전 119년 (전한 무제 원수(元狩) 4년)  |       |
| 권 20 | 한기 12 | 세종효무황제 (世宗孝武皇帝) 중 - 하 | 기원전 118년 (전한 무제 원수(元狩) 5년) | 기원전 110년 (전한 무제 원봉(元封) 원년) |       |
| 권 21 | 한기 13 | 세종효무황제 (世宗孝武皇帝) 하 - 상 | 기원전 109년 (전한 무제 원봉(元封) 2년) | 기원전 99년 (전한 무제 천한(天漢) 2년)   |       |
| 권 22 | 한기 14 | 세종효무황제 (世宗孝武皇帝) 하 - 하 | 기원전 98년 (전한 무제 천한(天漢) 3년)  | 기원전 87년 (전한 무제 후원(後元) 2년)   |       |
| 권 23 | 한기 15 | 효소황제 (孝昭皇帝) 상              | 기원전 86년 (전한 소제 시원(始元) 원년) | 기원전 75년 (전한 소제 원봉(元鳳) 6년)   |       |
| 권 24 | 한기 16 | 효소황제 (孝昭皇帝) 하              | 기원전 74년 (전한 소제 원평(元平) 원년) | 기원전 68년 (전한 선제 지절(地節) 2년)   | [ 5 ] |
| 권 24 | 한기 16 | 중종효선황제 (中宗孝宣皇帝) 상 - 상 | 기원전 74년 (전한 소제 원평(元平) 원년) | 기원전 68년 (전한 선제 지절(地節) 2년)   | [ 5 ] |
| 권 25 | 한기 17 | 중종효선황제 (中宗孝宣皇帝) 상 - 하 | 기원전 67년 (전한 선제 지절(地節) 3년)  | 기원전 62년 (전한 선제 원강(元康) 4년)   |       |
| 권 26 | 한기 18 | 중종효선황제 (中宗孝宣皇帝) 중      | 기원전 61년 (전한 선제 신작(神爵) 원년) | 기원전 59년 (전한 선제 신작(神爵) 3년)   |       |
| 권 27 | 한기 19 | 중종효선황제 (中宗孝宣皇帝) 하      | 기원전 58년 (전한 선제 신작(神爵) 4년)  | 기원전 49년 (전한 선제 황룡(黃龍) 원년)  |       |
| 권 28 | 한기 20 | 효원황제 (孝元皇帝) 상              | 기원전 48년 (전한 원제 초원(初元) 원년) | 기원전 42년 (전한 원제 영광(永光) 2년)   |       |

- 전한(前漢) 3 / 신나라(新)

| ###   | ###     | 목록 (군주)                 | 시작 시기 (음력)                        | 최종 시기 (음력)                        | 비고  |
| ----- | ------- | --------------------------- | --------------------------------------- | --------------------------------------- | ----- |
| 권 29 | 한기 21 | 효원황제 (孝元皇帝) 하      | 기원전 41년 (전한 원제 영광(永光) 3년)  | 기원전 33년 (전한 원제 경녕(竟寧) 원년) |       |
| 권 30 | 한기 22 | 효성황제 (孝成皇帝) 상 - 상 | 기원전 32년 (전한 성제 건시(建始) 원년) | 기원전 23년 (전한 성제 양삭(陽朔) 2년)  |       |
| 권 31 | 한기 23 | 효성황제 (孝成皇帝) 상 - 하 | 기원전 22년 (전한 성제 양삭(陽朔) 3년)  | 기원전 14년 (전한 성제 영시(永始) 3년)  |       |
| 권 32 | 한기 24 | 효성황제 (孝成皇帝) 중      | 기원전 13년 (전한 성제 영시(永始) 4년)  | 기원전 8년 (전한 성제 수화(綬和) 원년)  |       |
| 권 33 | 한기 25 | 효성황제 (孝成皇帝) 하      | 기원전 7년 (전한 성제 수화(綬和) 2년)   | 기원전 6년 (전한 애제 건평(建平) 원년)  |       |
| 권 33 | 한기 25 | 효애황제 (孝哀皇帝) 상      | 기원전 7년 (전한 성제 수화(綬和) 2년)   | 기원전 6년 (전한 애제 건평(建平) 원년)  |       |
| 권 34 | 한기 26 | 효애황제 (孝哀皇帝) 중      | 기원전 5년 (전한 애제 건평(建平) 2년)   | 기원전 3년 (전한 애제 건평(建平) 4년)   |       |
| 권 35 | 한기 27 | 효애황제 (孝哀皇帝) 하      | 기원전 2년 (전한 애제 원수(元壽) 원년)  | 2년 (전한 평제 원시(元始) 2년)          |       |
| 권 35 | 한기 27 | 효평황제 (孝平皇帝) 상      | 기원전 2년 (전한 애제 원수(元壽) 원년)  | 2년 (전한 평제 원시(元始) 2년)          |       |
| 권 36 | 한기 28 | 효평황제 (孝平皇帝) 하      | 3년 (전한 평제 원시(元始) 3년)          | 8년 (전한 유자 초시(初始) 원년)         | [ 6 ] |
| 권 36 | 한기 28 | 왕망 (王莽) 상              | 3년 (전한 평제 원시(元始) 3년)          | 8년 (전한 유자 초시(初始) 원년)         | [ 6 ] |
| 권 37 | 한기 29 | 왕망 (王莽) 중              | 9년 (신 왕망 시건국(始建國) 원년)       | 14년 (신 왕망 천봉(天鳳) 원년)          |       |
| 권 38 | 한기 30 | 왕망 (王莽) 하              | 15년 (신 왕망 천봉(天鳳) 2년)           | 22년 (신 왕망 지황(地皇) 3년)           |       |

- 현한(玄漢) / 후한(後漢) 1

| ###   | ###     | 목록 (군주)                         | 시작 시기 (음력)                   | 최종 시기 (음력)                   | 비고 |
| ----- | ------- | ----------------------------------- | ---------------------------------- | ---------------------------------- | ---- |
| 권 39 | 한기 31 | 회양왕 (淮陽王)                     | 23년 (현한 경시제 경시(更始) 원년) | 24년 (현한 경시제 경시(更始) 2년)  |      |
| 권 40 | 한기 32 | 세조광무황제 (世祖光武皇帝) 상 - 상 | 25년 (후한 광무제 건무(建武) 원년) | 26년 (후한 광무제 건무(建武) 2년)  |      |
| 권 41 | 한기 33 | 세조광무황제 (世祖光武皇帝) 상 - 하 | 27년 (후한 광무제 건무(建武) 3년)  | 29년 (후한 광무제 건무(建武) 5년)  |      |
| 권 42 | 한기 34 | 세조광무황제 (世祖光武皇帝) 중 - 상 | 30년 (후한 광무제 건무(建武) 6년)  | 35년 (후한 광무제 건무(建武) 11년) |      |
| 권 43 | 한기 35 | 세조광무황제 (世祖光武皇帝) 중 - 하 | 36년 (후한 광무제 건무(建武) 12년) | 46년 (후한 광무제 건무(建武) 22년) |      |
| 권 44 | 한기 36 | 세조광무황제 (世祖光武皇帝) 하      | 47년 (후한 광무제 건무(建武) 23년) | 60년 (후한 명제 영평(永平) 3년)    |      |
| 권 44 | 한기 36 | 현종효명황제 (顯宗孝明皇帝) 상      | 47년 (후한 광무제 건무(建武) 23년) | 60년 (후한 명제 영평(永平) 3년)    |      |
| 권 45 | 한기 37 | 현종효명황제 (顯宗孝明皇帝) 하      | 61년 (후한 명제 영평(永平) 4년)    | 75년 (후한 명제 영평(永平) 18년)   |      |
| 권 46 | 한기 38 | 숙종효장황제 (肅宗孝章皇帝) 상      | 76년 (후한 장제 건초(建初) 원년)   | 84년 (후한 장제 원화(元和) 원년)   |      |
| 권 47 | 한기 39 | 숙종효장황제 (肅宗孝章皇帝) 하      | 85년 (후한 장제 원화(元和) 2년)    | 91년 (후한 화제 영원(永元) 3년)    |      |
| 권 47 | 한기 39 | 효화황제 (孝和皇帝) 상              | 85년 (후한 장제 원화(元和) 2년)    | 91년 (후한 화제 영원(永元) 3년)    |      |
| 권 48 | 한기 40 | 효화황제 (孝和皇帝) 하              | 92년 (후한 화제 영원(永元) 4년)    | 105년 (후한 화제 원흥(元興) 원년)  |      |

- 후한(後漢) 2

| ###   | ###     | 목록 (군주)                 | 시작 시기 (음력)                  | 최종 시기 (음력)                  | 비고  |
| ----- | ------- | --------------------------- | --------------------------------- | --------------------------------- | ----- |
| 권 49 | 한기 41 | 효상황제 (孝殤皇帝)         | 106년 (후한 상제 연평(延平) 원년  | 115년 (후한 안제 원초(元初) 2년)  |       |
| 권 49 | 한기 41 | 효안황제 (孝安皇帝) 상      | 106년 (후한 상제 연평(延平) 원년  | 115년 (후한 안제 원초(元初) 2년)  |       |
| 권 50 | 한기 42 | 효안황제 (孝安皇帝) 중      | 116년 (후한 안제 원초(元初) 3년)  | 124년 (후한 안제 연광(延光) 3년)  |       |
| 권 51 | 한기 43 | 효안황제 (孝安皇帝) 하      | 125년 (후한 안제 연광(延光) 4년)  | 133년 (후한 순제 양가(陽嘉) 2년)  | [ 7 ] |
| 권 51 | 한기 43 | 효순황제 (孝順皇帝) 상      | 125년 (후한 안제 연광(延光) 4년)  | 133년 (후한 순제 양가(陽嘉) 2년)  | [ 7 ] |
| 권 52 | 한기 44 | 효순황제 (孝順皇帝) 하      | 134년 (후한 순제 양가(陽嘉) 3년)  | 145년 (후한 충제 영희(永憙) 원년) |       |
| 권 52 | 한기 44 | 효충황제 (孝冲皇帝)         | 134년 (후한 순제 양가(陽嘉) 3년)  | 145년 (후한 충제 영희(永憙) 원년) |       |
| 권 53 | 한기 45 | 효질황제 (孝質皇帝)         | 146년 (후한 질제 본초(本初) 원년) | 156년 (후한 환제 영수(永壽) 2년)  |       |
| 권 53 | 한기 45 | 효환황제 (孝桓皇帝) 상 - 상 | 146년 (후한 질제 본초(本初) 원년) | 156년 (후한 환제 영수(永壽) 2년)  |       |
| 권 54 | 한기 46 | 효환황제 (孝桓皇帝) 상 - 하 | 157년 (후한 환제 영수(永壽) 3년)  | 163년 (후한 환제 연희(延熹) 6년)  |       |
| 권 55 | 한기 47 | 효환황제 (孝桓皇帝) 중      | 164년 (후한 환제 연희(延熹) 7년)  | 166년 (후한 환제 연희(延熹) 9년)  |       |
| 권 56 | 한기 48 | 효환황제 (孝桓皇帝) 하      | 167년 (후한 환제 영강(永康) 원년) | 171년 (후한 영제 건녕(建寧) 4년)  |       |
| 권 56 | 한기 48 | 효령황제 (孝靈皇帝) 상 - 상 | 167년 (후한 환제 영강(永康) 원년) | 171년 (후한 영제 건녕(建寧) 4년)  |       |
| 권 57 | 한기 49 | 효령황제 (孝靈皇帝) 상 - 하 | 172년 (후한 영제 희평(熹平) 원년) | 180년 (후한 영제 광화(光和) 3년)  |       |
| 권 58 | 한기 50 | 효령황제 (孝靈皇帝) 중      | 181년 (후한 영제 광화(光和) 4년)  | 187년 (후한 영제 중평(中平) 4년)  |       |

- 후한(後漢) 3

| ###   | ###     | 목록 (군주)            | 시작 시기 (음력)                  | 최종 시기 (음력)                  | 비고  |
| ----- | ------- | ---------------------- | --------------------------------- | --------------------------------- | ----- |
| 권 59 | 한기 51 | 효령황제 (孝靈皇帝) 하 | 188년 (후한 영제 중평(中平) 4년)  | 190년 (후한 헌제 초평(初平) 원년) | [ 8 ] |
| 권 59 | 한기 51 | 효헌황제 (孝獻皇帝) 갑 | 188년 (후한 영제 중평(中平) 4년)  | 190년 (후한 헌제 초평(初平) 원년) | [ 8 ] |
| 권 60 | 한기 52 | 효헌황제 (孝獻皇帝) 을 | 191년 (후한 헌제 초평(初平) 2년)  | 193년 (후한 헌제 초평(初平) 4년)  |       |
| 권 61 | 한기 53 | 효헌황제 (孝獻皇帝) 병 | 194년 (후한 헌제 흥평(興平) 원년) | 195년 (후한 헌제 흥평(興平) 2년)  |       |
| 권 62 | 한기 54 | 효헌황제 (孝獻皇帝) 정 | 196년 (후한 헌제 건안(建安) 원년) | 198년 (후한 헌제 건안(建安) 3년)  |       |
| 권 63 | 한기 55 | 효헌황제 (孝獻皇帝) 무 | 199년 (후한 헌제 건안(建安) 4년)  | 200년 (후한 헌제 건안(建安) 5년)  |       |
| 권 64 | 한기 56 | 효헌황제 (孝獻皇帝) 기 | 201년 (후한 헌제 건안(建安) 6년)  | 205년 (후한 헌제 건안(建安) 10년) |       |
| 권 65 | 한기 57 | 효헌황제 (孝獻皇帝) 경 | 206년 (후한 헌제 건안(建安) 11년) | 208년 (후한 헌제 건안(建安) 13년) |       |
| 권 66 | 한기 58 | 효헌황제 (孝獻皇帝) 신 | 209년 (후한 헌제 건안(建安) 14년) | 213년 (후한 헌제 건안(建安) 18년) |       |
| 권 67 | 한기 59 | 효헌황제 (孝獻皇帝) 임 | 214년 (후한 헌제 건안(建安) 19년) | 216년 (후한 헌제 건안(建安) 21년) |       |
| 권 68 | 한기 60 | 효헌황제 (孝獻皇帝) 계 | 217년 (후한 헌제 건안(建安) 22년) | 219년 (후한 헌제 건안(建安) 24년) |       |

### 위기(魏紀)
| ###   | ###     | 목록 (군주)                     | 시작 시기 (음력)                                                                            | 최종 시기 (음력)                                                                           | 비고 |
| ----- | ------- | ------------------------------- | ------------------------------------------------------------------------------------------- | ------------------------------------------------------------------------------------------ | ---- |
| 권 69 | 위기 1  | 세조문황제 (世祖文皇帝) 상      | 220년 (조위 문제 황초(黃初) 원년)                                                           | 222년 (조위 문제 황초(黃初) 3년 /촉한 소열제 장무(章武) 2년 /동오 오왕 황무(黃武) 원년)    |      |
| 권 70 | 위기 2  | 세조문황제 (世祖文皇帝) 하      | 223년 (조위 문제 황초(黃初) 4년 /촉한 소열제 장무(章武) 3년 /동오 오왕 황무(黃武) 2년)      | 227년 (조위 명제 태화(太和) 원년 /촉한 후주 건흥(建興) 5년 /동오 오왕 황무(黃武) 6년)      |      |
| 권 70 | 위기 2  | 열조명황제 (烈祖明皇帝) 상 - 상 | 223년 (조위 문제 황초(黃初) 4년 /촉한 소열제 장무(章武) 3년 /동오 오왕 황무(黃武) 2년)      | 227년 (조위 명제 태화(太和) 원년 /촉한 후주 건흥(建興) 5년 /동오 오왕 황무(黃武) 6년)      |      |
| 권 71 | 위기 3  | 열조명황제 (烈祖明皇帝) 상 - 하 | 228년 (조위 명제 태화(太和) 2년 /촉한 후주 건흥(建興) 6년 /동오 오왕 황무(黃武) 7년)        | 230년 (조위 명제 태화(太和) 4년 /촉한 후주 건흥(建興) 8년 /동오 대제 황룡(黃龍) 2년)       |      |
| 권 72 | 위기 4  | 열조명황제 (烈祖明皇帝) 중 - 상 | 231년 (조위 명제 태화(太和) 5년 /촉한 후주 건흥(建興) 9년 /동오 대제 황룡(黃龍) 3년)        | 234년 (조위 명제 청룡(靑龍) 2년 /촉한 후주 건흥(建興) 12년 /동오 대제 가화(嘉禾) 3년)      |      |
| 권 73 | 위기 5  | 열조명황제 (烈祖明皇帝) 중 - 하 | 235년 (조위 명제 청룡(靑龍) 3년 /촉한 후주 건흥(建興) 13년 /동오 대제 가화(嘉禾) 6년)       | 237년 (조위 명제 경초(景初) 원년 /촉한 후주 건흥(建興) 15년 /동오 대제 가화(嘉禾) 6년)     |      |
| 권 74 | 위기 6  | 열조명황제 (烈祖明皇帝) 하      | 238년 (조위 명제 경초(景初) 2년 /촉한 후주 연희(延熙) 원년 /동오 대제 적오(赤烏) 원년)      | 245년 (조위 소릉여공 정시(正始) 6년 /촉한 후주 연희(延熙) 8년 /동오 대제 적오(赤烏) 8년)   |      |
| 권 74 | 위기 6  | 소릉여공 (邵陵厲公) 상          | 238년 (조위 명제 경초(景初) 2년 /촉한 후주 연희(延熙) 원년 /동오 대제 적오(赤烏) 원년)      | 245년 (조위 소릉여공 정시(正始) 6년 /촉한 후주 연희(延熙) 8년 /동오 대제 적오(赤烏) 8년)   |      |
| 권 75 | 위기 7  | 소릉여공 (邵陵厲公) 중          | 246년 (조위 소릉여공 정시(正始) 7년 /촉한 후주 연희(延熙) 9년 /동오 대제 적오(赤烏) 9년)    | 252년 (조위 소릉여공 가평(嘉平) 4년 /촉한 후주 연희(延熙) 15년 /동오 폐제 건흥(建興) 원년) |      |
| 권 76 | 위기 8  | 소릉여공 (邵陵厲公) 하          | 253년 (조위 소릉여공 가평(嘉平) 5년 /촉한 후주 연희(延熙) 16년 /동오 폐제 건흥(建興) 2년)   | 255년 (조위 고귀향공 정원(正元) 2년 /촉한 후주 연희(延熙) 18년 /동오 폐제 오봉(五鳳) 2년)  |      |
| 권 76 | 위기 8  | 고귀향공 (高貴鄕公) 상          | 253년 (조위 소릉여공 가평(嘉平) 5년 /촉한 후주 연희(延熙) 16년 /동오 폐제 건흥(建興) 2년)   | 255년 (조위 고귀향공 정원(正元) 2년 /촉한 후주 연희(延熙) 18년 /동오 폐제 오봉(五鳳) 2년)  |      |
| 권 77 | 위기 9  | 고귀향공 (高貴鄕公) 하          | 256년 (조위 고귀향공 감로(甘露) 원년 /촉한 후주 연희(延熙) 19년 /동오 폐제 태평(太平) 원년) | 261년 (조위 원제 경원(景元) 2년 /촉한 후주 경요(景耀) 4년 /동오 경제 영안(永安) 4년)       |      |
| 권 77 | 위기 9  | 원황제 (元皇帝) 상              | 256년 (조위 고귀향공 감로(甘露) 원년 /촉한 후주 연희(延熙) 19년 /동오 폐제 태평(太平) 원년) | 261년 (조위 원제 경원(景元) 2년 /촉한 후주 경요(景耀) 4년 /동오 경제 영안(永安) 4년)       |      |
| 권 78 | 위기 10 | 원황제 (元皇帝) 하              | 262년 (조위 원제 경원(景元) 3년 /촉한 후주 경요(景耀) 5년 /동오 경제 영안(永安) 5년)        | 264년 (조위 원제 함희(咸熙) 원년 /동오 말제 원흥(元興) 원년)                               |      |

### 진기(晉紀)
- 서진(西晉)

| ###   | ###     | 목록 (군주)                     | 시작 시기 (음력)                                              | 최종 시기 (음력)                                              | 비고 |
| ----- | ------- | ------------------------------- | ------------------------------------------------------------- | ------------------------------------------------------------- | ---- |
| 권 79 | 진기 1  | 세조무황제 (世祖武皇帝) 상 - 상 | 265년 (서진 무제 태시(泰始) 원년 /동오 말제 감로(甘露) 원년)  | 272년 (서진 무제 태시(泰始) 8년 /동오 말제 봉황(鳳凰) 원년)   |      |
| 권 80 | 진기 2  | 세조무황제 (世祖武皇帝) 상 - 하 | 273년 (서진 무제 태시(泰始) 9년 /동오 말제 봉황(鳳凰) 2년)    | 279년 (서진 무제 함녕(咸寧) 5년 /동오 말제 천기(天紀) 3년)    |      |
| 권 81 | 진기 3  | 세조무황제 (世祖武皇帝) 중      | 280년 (서진 무제 태강(太康) 원년 /동오 말제 천기(天紀) 4년)   | 288년 (서진 무제 태강(太康) 9년)                              |      |
| 권 82 | 진기 4  | 세조무황제 (世祖武皇帝) 하      | 289년 (서진 무제 태강(太康) 10년)                             | 298년 (서진 혜제 원강(元康) 8년)                              |      |
| 권 82 | 진기 4  | 효혜황제 (孝惠皇帝) 상 - 상     | 289년 (서진 무제 태강(太康) 10년)                             | 298년 (서진 혜제 원강(元康) 8년)                              |      |
| 권 83 | 진기 5  | 효혜황제 (孝惠皇帝) 상 - 하     | 299년 (서진 혜제 원강(元康) 9년)                              | 300년 (서진 혜제 영강(永康) 원년)                             |      |
| 권 84 | 진기 6  | 효혜황제 (孝惠皇帝) 중 - 상     | 301년 (서진 혜제 영녕(永寧) 원년)                             | 302년 (서진 혜제 태안(太安) 원년)                             |      |
| 권 85 | 진기 7  | 효혜황제 (孝惠皇帝) 중 - 하     | 303년 (서진 혜제 태안(太安) 2년)                              | 304년 (서진 혜제 영흥(永興) 원년 /전조 한왕 원희(元熙) 원년)  |      |
| 권 86 | 진기 8  | 효혜황제 (孝惠皇帝) 하          | 305년 (서진 혜제 영흥(永興) 2년 /전조 한왕 원희(元熙) 2년)    | 308년 (서진 민제 영가(永嘉) 2년 /전조 광문제 영봉(永鳳) 원년) |      |
| 권 86 | 진기 8  | 효회황제 (孝懷皇帝) 상          | 305년 (서진 혜제 영흥(永興) 2년 /전조 한왕 원희(元熙) 2년)    | 308년 (서진 민제 영가(永嘉) 2년 /전조 광문제 영봉(永鳳) 원년) |      |
| 권 87 | 진기 9  | 효회황제 (孝懷皇帝) 중          | 309년 (서진 회제 영가(永嘉) 3년 /전조 광문제 하서(河瑞) 원년) | 311년 (서진 회제 영가(永嘉) 5년 /전조 소무제 가평(嘉平) 원년) |      |
| 권 88 | 진기 10 | 효회황제 (孝懷皇帝) 하          | 312년 (서진 회제 영가(永嘉) 6년 /전조 소무제 가평(嘉平) 2년)  | 313년 (서진 민제 건흥(建興) 원년 /전조 소무제 가평(嘉平) 3년) |      |
| 권 88 | 진기 10 | 효민황제 (孝愍皇帝) 상          | 312년 (서진 회제 영가(永嘉) 6년 /전조 소무제 가평(嘉平) 2년)  | 313년 (서진 민제 건흥(建興) 원년 /전조 소무제 가평(嘉平) 3년) |      |
| 권 89 | 진기 11 | 효민황제 (孝愍皇帝) 하          | 314년 (서진 민제 건흥(建興) 2년 /전조 소무제 가평(嘉平) 4년)  | 316년 (서진 민제 건흥(建興) 4년 /전조 소무제 인가(麟嘉) 원년) |      |

- 동진(東晉) 1

| ###   | ###     | 목록 (군주)                     | 시작 시기 (음력)                                                                       | 최종 시기 (음력)                                              | 비고 |
| ----- | ------- | ------------------------------- | -------------------------------------------------------------------------------------- | ------------------------------------------------------------- | ---- |
| 권 90 | 진기 12 | 중종원황제 (中宗元皇帝) 상      | 317년 (동진 진왕 건무(建武) 원년 /전조 소무제 인가(麟嘉) 2년)                          | 318년 (동진 원제 대흥(大興) 원년 /전조 후주 광초(光初) 원년)  |      |
| 권 91 | 진기 13 | 중종원황제 (中宗元皇帝) 중      | 319년 (동진 원제 대흥(大興) 2년 /전조 후주 광초(光初) 2년)                             | 321년 (동진 원제 대흥(大興) 4년 /전조 후주 광초(光初) 4년)    |      |
| 권 92 | 진기 14 | 중종원황제 (中宗元皇帝) 하      | 322년 (동진 원제 영창(永昌) 원년 /전조 후주 광초(光初) 5년)                            | 323년 (동진 명제 태녕(太寧) 원년 /전조 후주 광초(光初) 6년)   |      |
| 권 92 | 진기 14 | 숙종명황제 (肅宗明皇帝) 상      | 322년 (동진 원제 영창(永昌) 원년 /전조 후주 광초(光初) 5년)                            | 323년 (동진 명제 태녕(太寧) 원년 /전조 후주 광초(光初) 6년)   |      |
| 권 93 | 진기 15 | 숙종명황제 (肅宗明皇帝) 하      | 324년 (동진 명제 태녕(太寧) 2년 /전조 후주 광초(光初) 7년)                             | 327년 (동진 성제 함화(咸和) 2년 /전조 후주 광초(光初) 10년)   |      |
| 권 93 | 진기 15 | 현종성황제 (顯宗成皇帝) 상 - 상 | 324년 (동진 명제 태녕(太寧) 2년 /전조 후주 광초(光初) 7년)                             | 327년 (동진 성제 함화(咸和) 2년 /전조 후주 광초(光初) 10년)   |      |
| 권 94 | 진기 16 | 현종성황제 (顯宗成皇帝) 상 - 하 | 328년 (동진 성제 함화(咸和) 3년 /전조 후주 광초(光初) 11년 /후조 조왕 태화(太和) 원년) | 331년 (동진 성제 함화(咸和) 6년 /후조 명제 건평(建平) 2년)    |      |
| 권 95 | 진기 17 | 현종성황제 (顯宗成皇帝) 중 - 상 | 332년 (동진 성제 함화(咸和) 7년 /후조 명제 건평(建平) 3년)                             | 337년 (동진 성제 함강(咸康) 3년 /후조 천왕 건무(建武) 3년)    |      |
| 권 96 | 진기 18 | 현종성황제 (顯宗成皇帝) 중 - 하 | 338년 (동진 성제 함강(咸康) 4년 /후조 천왕 건무(建武) 4년)                             | 341년 (동진 성제 함강(咸康) 7년 /후조 천왕 건무(建武) 7년)    |      |
| 권 97 | 진기 19 | 현종성황제 (顯宗成皇帝) 하      | 342년 (동진 성제 함강(咸康) 8년 /후조 천왕 건무(建武) 8년)                             | 347년 (동진 목제 영화(永和) 3년 /후조 천왕 건무(建武) 13년)   |      |
| 권 97 | 진기 19 | 강황제 (康皇帝)                 | 342년 (동진 성제 함강(咸康) 8년 /후조 천왕 건무(建武) 8년)                             | 347년 (동진 목제 영화(永和) 3년 /후조 천왕 건무(建武) 13년)   |      |
| 권 97 | 진기 19 | 효종목황제 (孝宗穆皇帝) 상 - 상 | 342년 (동진 성제 함강(咸康) 8년 /후조 천왕 건무(建武) 8년)                             | 347년 (동진 목제 영화(永和) 3년 /후조 천왕 건무(建武) 13년)   |      |
| 권 98 | 진기 20 | 효종목황제 (孝宗穆皇帝) 상 - 하 | 348년 (동진 목제 영화(永和) 4년 /후조 천왕 건무(建武) 14년)                            | 350년 (동진 목제 영화(永和) 6년 /후조 신흥왕 영녕(永寧) 원년) |      |

- 동진(東晉) 2

| ###    | ###     | 목록 (군주)                         | 시작 시기 (음력)                                                                          | 최종 시기 (음력)                                                                          | 비고 |
| ------ | ------- | ----------------------------------- | ----------------------------------------------------------------------------------------- | ----------------------------------------------------------------------------------------- | ---- |
| 권 99  | 진기 21 | 효종목황제 (孝宗穆皇帝) 중 - 상     | 351년 (동진 목제 영화(永和) 7년 /후조 신흥왕 영녕(永寧) 2년 /전진 경명제 황시(皇始) 원년) | 354년 (동진 목제 영화(永和) 10년 /전진 경명제 황시(皇始) 4년)                             |      |
| 권 100 | 진기 22 | 효종목황제 (孝宗穆皇帝) 중 - 하     | 355년 (동진 목제 영화(永和) 11년 /전진 월왕 수광(壽光) 원년)                              | 359년 (동진 목제 승평(昇平) 3년 /전진 선소제 감로(甘露) 원년)                             |      |
| 권 101 | 진기 23 | 효종목황제 (孝宗穆皇帝) 하          | 360년 (동진 목제 승평(昇平) 4년 /전진 선소제 감로(甘露) 2년)                              | 368년 (동진 해서공 태화(太和) 3년 /전진 선소제 건원(建元) 4년)                            |      |
| 권 101 | 진기 23 | 애황제 (哀皇帝)                     | 360년 (동진 목제 승평(昇平) 4년 /전진 선소제 감로(甘露) 2년)                              | 368년 (동진 해서공 태화(太和) 3년 /전진 선소제 건원(建元) 4년)                            |      |
| 권 101 | 진기 23 | 해서공 (海西公) 상                  | 360년 (동진 목제 승평(昇平) 4년 /전진 선소제 감로(甘露) 2년)                              | 368년 (동진 해서공 태화(太和) 3년 /전진 선소제 건원(建元) 4년)                            |      |
| 권 102 | 진기 24 | 해서공 (海西公) 하                  | 369년 (동진 해서공 태화(太和) 4년 /전진 선소제 건원(建元) 5년)                            | 370년 (동진 해서공 태화(太和) 5년 /전진 선소제 건원(建元) 6년)                            |      |
| 권 103 | 진기 25 | 태종간문황제 (太宗簡文皇帝)         | 371년 (동진 간문제 함안(咸安) 원년 /전진 선소제 건원(建元) 7년)                           | 375년 (동진 효무제 영강(寧康) 3년 /전진 선소제 건원(建元) 11년)                           |      |
| 권 103 | 진기 25 | 열종효무황제 (烈宗孝武皇帝) 상 - 상 | 371년 (동진 간문제 함안(咸安) 원년 /전진 선소제 건원(建元) 7년)                           | 375년 (동진 효무제 영강(寧康) 3년 /전진 선소제 건원(建元) 11년)                           |      |
| 권 104 | 진기 26 | 열종효무황제 (烈宗孝武皇帝) 상 - 중 | 376년 (동진 효무제 태원(太元) 원년 /전진 선소제 건원(建元) 12년)                          | 382년 (동진 효무제 태원(太元) 7년 /전진 선소제 건원(建元) 18년)                           |      |
| 권 105 | 진기 27 | 열종효무황제 (烈宗孝武皇帝) 상 - 하 | 383년 (동진 효무제 태원(太元) 8년 /전진 선소제 건원(建元) 19년)                           | 384년 (동진 효무제 태원(太元) 9년 /전진 선소제 건원(建元) 20년)                           |      |
| 권 106 | 진기 28 | 열종효무황제 (烈宗孝武皇帝) 중 - 상 | 385년 (동진 효무제 태원(太元) 10년 /전진 애평제 태안(太安) 원년)                          | 386년 (동진 효무제 태원(太元) 11년 /전진 고제 태초(太初) 원년 /북위 위왕 등국(登國) 원년) |      |
| 권 107 | 진기 29 | 열종효무황제 (烈宗孝武皇帝) 중 - 하 | 387년 (동진 효무제 태원(太元) 12년 /전진 고제 태초(太初) 2년 /북위 위왕 등국(登國) 2년)   | 391년 (동진 효무제 태원(太元) 16년 /전진 고제 태초(太初) 6년 /북위 위왕 등국(登國) 6년)   |      |
| 권 108 | 진기 30 | 열종효무황제 (烈宗孝武皇帝) 하      | 392년 (동진 효무제 태원(太元) 17년 /전진 고제 태초(太初) 7년 /북위 위왕 등국(登國) 7년)   | 396년 (동진 효무제 태원(太元) 21년 /북위 위왕 황시(皇始) 원년)                            |      |

- 동진(東晉) 3

| ###    | ###     | 목록 (군주)        | 시작 시기 (음력)                                                | 최종 시기 (음력)                                                   | 비고 |
| ------ | ------- | ------------------ | --------------------------------------------------------------- | ------------------------------------------------------------------ | ---- |
| 권 109 | 진기 31 | 안황제 (安皇帝) 갑 | 397년 1월 (동진 안제 융안(隆安) 원년 /북위 위왕 황시(皇始) 2년) | 397년 12월 (동진 안제 융안(隆安) 원년 /북위 위왕 황시(皇始) 2년)   |      |
| 권 110 | 진기 32 | 안황제 (安皇帝) 을 | 398년 1월 (동진 안제 융안(隆安) 2년 /북위 위왕 황시(皇始) 3년)  | 398년 12월 (동진 안제 융안(隆安) 2년 /북위 도무제 천흥(天興) 원년) |      |
| 권 111 | 진기 33 | 안황제 (安皇帝) 병 | 399년 (동진 안제 융안(隆安) 3년 /북위 도무제 천흥(天興) 2년)    | 400년 (동진 안제 융안(隆安) 4년 /북위 도무제 천흥(天興) 3년)       |      |
| 권 112 | 진기 34 | 안황제 (安皇帝) 정 | 401년 (동진 안제 융안(隆安) 5년 /북위 도무제 천흥(天興) 4년)    | 402년 (동진 안제 원흥(元興) 원년 /북위 도무제 천흥(天興) 5년)      |      |
| 권 113 | 진기 35 | 안황제 (安皇帝) 무 | 403년 (동진 안제 원흥(元興) 2년 /북위 도무제 천흥(天興) 6년)    | 404년 (동진 안제 원흥(元興) 3년 /북위 도무제 천사(天賜) 원년)      |      |
| 권 114 | 진기 36 | 안황제 (安皇帝) 기 | 405년 (동진 안제 의희(義熙) 원년 /북위 도무제 천사(天賜) 2년)   | 408년 (동진 안제 의희(義熙) 4년 /북위 도무제 천사(天賜) 5년)       |      |
| 권 115 | 진기 37 | 안황제 (安皇帝) 경 | 409년 (동진 안제 의희(義熙) 5년 /북위 명원제 영흥(永興) 원년)   | 410년 (동진 안제 의희(義熙) 6년 /북위 명원제 영흥(永興) 2년)       |      |
| 권 116 | 진기 38 | 안황제 (安皇帝) 신 | 411년 (동진 안제 의희(義熙) 7년 /북위 명원제 영흥(永興) 3년)    | 414년 (동진 안제 의희(義熙) 10년 /북위 명원제 신서(神瑞) 원년)     |      |
| 권 117 | 진기 39 | 안황제 (安皇帝) 임 | 415년 (동진 안제 의희(義熙) 11년 /북위 명원제 신서(神瑞) 2년)   | 416년 (동진 안제 의희(義熙) 12년 /북위 명원제 태상(泰常) 원년)     |      |
| 권 118 | 진기 40 | 안황제 (安皇帝) 계 | 417년 (동진 안제 의희(義熙) 13년 /북위 명원제 태상(泰常) 2년)   | 419년 (동진 공제 원희(元熙) 원년 /북위 명원제 태상(泰常) 4년)      |      |
| 권 118 | 진기 40 | 공황제 (恭皇帝)    | 417년 (동진 안제 의희(義熙) 13년 /북위 명원제 태상(泰常) 2년)   | 419년 (동진 공제 원희(元熙) 원년 /북위 명원제 태상(泰常) 4년)      |      |

### 송기(宋紀)
- 유송(劉宋) 1

| ###    | ###    | 목록 (군주)                     | 시작 시기 (음력)                                                      | 최종 시기 (음력)                                                       | 비고 |
| ------ | ------ | ------------------------------- | --------------------------------------------------------------------- | ---------------------------------------------------------------------- | ---- |
| 권 119 | 송기 1 | 고조무황제 (高祖武皇帝)         | 420년 (유송 무제 영초(永初) 원년 /북위 명원제 태상(泰常) 5년)         | 423년 (유송 영양왕 경평(景平) 원년 /북위 명원제 태상(泰常) 8년)        |      |
| 권 119 | 송기 1 | 영양왕 (營陽王)                 | 420년 (유송 무제 영초(永初) 원년 /북위 명원제 태상(泰常) 5년)         | 423년 (유송 영양왕 경평(景平) 원년 /북위 명원제 태상(泰常) 8년)        |      |
| 권 120 | 송기 2 | 태조문황제 (太祖文皇帝) 상 - 상 | 424년 (유송 문제 원가(元嘉) 원년 /북위 태무제 시광(始光) 원년)        | 427년 (유송 문제 원가(元嘉) 4년 /북위 태무제 시광(始光) 4년)           |      |
| 권 121 | 송기 3 | 태조문황제 (太祖文皇帝) 상 - 중 | 428년 (유송 문제 원가(元嘉) 5년 /북위 태무제 신가(神䴥) 원년)         | 430년 (유송 문제 원가(元嘉) 7년 /북위 태무제 신가(神䴥) 3년)           |      |
| 권 122 | 송기 4 | 태조문황제 (太祖文皇帝) 상 - 하 | 431년 (유송 문제 원가(元嘉) 8년 /북위 태무제 신가(神䴥) 4년)          | 435년 (유송 문제 원가(元嘉) 12년 /북위 태무제 태연(太延) 원년)         |      |
| 권 123 | 송기 5 | 태조문황제 (太祖文皇帝) 중 - 상 | 436년 (유송 문제 원가(元嘉) 13년 /북위 태무제 태연(太延) 2년)         | 441년 (유송 문제 원가(元嘉) 18년 /북위 태무제 태평진군(太平眞君) 2년)  |      |
| 권 124 | 송기 6 | 태조문황제 (太祖文皇帝) 중 - 중 | 442년 (유송 문제 원가(元嘉) 19년 /북위 태무제 태평진군(太平眞君) 3년) | 446년 (유송 문제 원가(元嘉) 23년 /북위 태무제 태평진군(太平眞君) 7년)  |      |
| 권 125 | 송기 7 | 태조문황제 (太祖文皇帝) 중 - 하 | 447년 (유송 문제 원가(元嘉) 24년 /북위 태무제 태평진군(太平眞君) 8년) | 450년 (유송 문제 원가(元嘉) 27년 /북위 태무제 태평진군(太平眞君) 11년) |      |
| 권 126 | 송기 8 | 태조문황제 (太祖文皇帝) 하 - 상 | 451년 (유송 문제 원가(元嘉) 28년 /북위 태무제 정평(正平) 원년)        | 452년 (유송 문제 원가(元嘉) 29년 /북위 문성제 흥안(興安) 원년)         |      |
| 권 127 | 송기 9 | 태조문황제 (太祖文皇帝) 하 - 하 | 453년 1월 (유송 문제 원가(元嘉) 30년 /북위 문성제 흥안 (興安) 2년)    | 453년 12월 (유송 문제 원가(元嘉) 30년 /북위 문성제 흥안 (興安) 2년)    |      |

- 유송(劉宋) 2

| ###    | ###     | 목록 (군주)                     | 시작 시기 (음력)                                                    | 최종 시기 (음력)                                                   | 비고  |
| ------ | ------- | ------------------------------- | ------------------------------------------------------------------- | ------------------------------------------------------------------ | ----- |
| 권 128 | 송기 10 | 세조효무황제 (世祖孝武皇帝) 상  | 454년 (유송 효무제 효건(孝建) 원년 /북위 문성제 흥광(興光) 원년)    | 458년 (유송 효무제 대명(大明) 2년 /북위 문성제 태안(太安) 4년)     |       |
| 권 129 | 송기 11 | 세조효무황제 (世祖孝武皇帝) 하  | 459년 (유송 효무제 대명(大明) 3년 /북위 문성제 태안(太安) 5년)      | 464년 (유송 효무제 대명(大明) 8년 /북위 문성제 화평(和平) 5년)     |       |
| 권 130 | 송기 12 | 태종명황제 (太宗明皇帝) 상 - 상 | 465년 1월 (유송 전폐제 영광(永光) 원년 /북위 문성제 화평(和平) 6년) | 465년 12월 (유송 명제 태시(泰始) 원년 /북위 문성제 화평(和平) 6년) | [ 9 ] |
| 권 131 | 송기 13 | 태종명황제 (太宗明皇帝) 상 - 하 | 466년 1월 (유송 명제 태시(泰始) 2년 /북위 헌문제 천안(天安) 원년)   | 466년 12월 (유송 명제 태시(泰始) 2년 /북위 헌문제 천안(天安) 원년) |       |
| 권 132 | 송기 14 | 태종명황제 (太宗明皇帝) 중      | 467년 (유송 명제 태시(泰始) 2년 /북위 헌문제 황흥(皇興) 원년)       | 470년 (유송 명제 태시(泰始) 6년 /북위 헌문제 황흥(皇興) 4년)       |       |
| 권 133 | 송기 15 | 태종명황제 (太宗明皇帝) 하      | 471년 (유송 명제 태시(泰始) 7년 /북위 효문제 연흥(延興) 원년)       | 475년 (유송 창오왕 원휘(元徽) 3년 /북위 효문제 연흥(延興) 5년)     |       |
| 권 133 | 송기 15 | 창오왕 (蒼梧王) 상              | 471년 (유송 명제 태시(泰始) 7년 /북위 효문제 연흥(延興) 원년)       | 475년 (유송 창오왕 원휘(元徽) 3년 /북위 효문제 연흥(延興) 5년)     |       |
| 권 134 | 송기 16 | 창오왕 (蒼梧王) 하              | 476년 (유송 창오왕 원휘(元徽) 4년 /북위 효문제 승명(承明) 원년)     | 478년 (유송 순제 승명(昇明) 2년 /북위 효문제 태화(太和) 2년)       |       |
| 권 134 | 송기 16 | 순황제 (順皇帝)                 | 476년 (유송 창오왕 원휘(元徽) 4년 /북위 효문제 승명(承明) 원년)     | 478년 (유송 순제 승명(昇明) 2년 /북위 효문제 태화(太和) 2년)       |       |

### 제기(齊紀)
| ###    | ###     | 목록 (군주)                     | 시작 시기 (음력)                                                     | 최종 시기 (음력)                                                      | 비고   |
| ------ | ------- | ------------------------------- | -------------------------------------------------------------------- | --------------------------------------------------------------------- | ------ |
| 권 135 | 제기 1  | 태조고황제 (太祖高皇帝)         | 479년 (남제 고제 건원(建元) 원년 /북위 효문제 태화(太和) 3년)        | 483년 (남제 무제 영명(永明) 원년 /북위 효문제 태화(太和) 7년)         |        |
| 권 135 | 제기 1  | 세조무황제 (世祖武皇帝) 상 - 상 | 479년 (남제 고제 건원(建元) 원년 /북위 효문제 태화(太和) 3년)        | 483년 (남제 무제 영명(永明) 원년 /북위 효문제 태화(太和) 7년)         |        |
| 권 136 | 제기 2  | 세조무황제 (世祖武皇帝) 상 - 하 | 484년 (남제 무제 영명(永明) 2년 /북위 효문제 태화(太和) 8년)         | 489년 (남제 무제 영명(永明) 7년 /북위 효문제 태화(太和) 13년)         |        |
| 권 137 | 제기 3  | 세조무황제 (世祖武皇帝) 중      | 490년 (남제 무제 영명(永明) 8년 /북위 효문제 태화(太和) 14년)        | 492년 (남제 무제 영명(永明) 10년 /북위 효문제 태화(太和) 16년)        |        |
| 권 138 | 제기 4  | 세조무황제 (世祖武皇帝) 하      | 493년 1월 (남제 무제 영명(永明) 11년 /북위 효문제 태화(太和) 17년)   | 493년 12월 (남제 무제 영명(永明) 11년 /북위 효문제 태화(太和) 17년)   |        |
| 권 139 | 제기 5  | 고종명황제 (高宗明皇帝) 상      | 494년 1월 (남제 울림왕 융창(隆昌) 원년 /북위 효문제 태화(太和) 18년) | 494년 12월 (남제 명제 건무(建武) 원년 /북위 효문제 태화(太和) 18년)   | [ 10 ] |
| 권 140 | 제기 6  | 고종명황제 (高宗明皇帝) 중      | 495년 (남제 명제 건무(建武) 2년 /북위 효문제 태화(太和) 19년)        | 496년 (남제 명제 건무(建武) 3년 /북위 효문제 태화(太和) 20년)         |        |
| 권 141 | 제기 7  | 고종명황제 (高宗明皇帝) 하      | 497년 (남제 명제 건무(建武) 4년 /북위 효문제 태화(太和) 21년)        | 498년 (남제 명제 영태(永泰) 원년 /북위 효문제 태화(太和) 22년)        |        |
| 권 142 | 제기 8  | 동혼후 (東昏侯) 상              | 499년 1월 (남제 동혼후 영원(永元) 원년 /북위 효문제 태화(太和) 23년) | 499년 12월 (남제 동혼후 영원(永元) 원년 /북위 효문제 태화(太和) 23년) |        |
| 권 143 | 제기 9  | 동혼후 (東昏侯) 하              | 500년 1월 (남제 동혼후 영원(永元) 2년 /북위 효문제 태화(太和) 24년)  | 500년 12월 (남제 동혼후 영원(永元) 2년 /북위 선무제 경명(景明) 원년)  |        |
| 권 144 | 제기 10 | 화황제 (和皇帝)                 | 501년 1월 (남제 동혼후 영원(永元) 3년 /북위 선무제 경명(景明) 2년)   | 501년 12월 (남제 화제 중흥(中興) 원년 /북위 선무제 경명(景明) 2년)    |        |

### 양기(梁紀)
- 양(梁) 1

| ###    | ###     | 목록 (군주)                | 시작 시기 (음력)                                                   | 최종 시기 (음력)                                                     | 비고 |
| ------ | ------- | -------------------------- | ------------------------------------------------------------------ | -------------------------------------------------------------------- | ---- |
| 권 145 | 양기 1  | 고조무황제 (高祖武皇帝) 1  | 502년 (양 무제 천감(天監) 원년 /북위 선무제 경명(景明) 3년)        | 504년 (양 무제 천감(天監) 3년 /북위 선무제 정시(正始) 원년)          |      |
| 권 146 | 양기 2  | 고조무황제 (高祖武皇帝) 2  | 505년 (양 무제 천감(天監) 4년 /북위 선무제 정시(正始) 2년)         | 507년 (양 무제 천감(天監) 6년 /북위 선무제 정시(正始) 4년)           |      |
| 권 147 | 양기 3  | 고조무황제 (高祖武皇帝) 3  | 508년 (양 무제 천감(天監) 7년 /북위 선무제 영평(永平) 원년)        | 514년 (양 무제 천감(天監) 13년 /북위 선무제 연창(延昌) 3년)          |      |
| 권 148 | 양기 4  | 고조무황제 (高祖武皇帝) 4  | 515년 (양 무제 천감(天監) 14년 /북위 선무제 연창(延昌) 4년)        | 518년 (양 무제 천감(天監) 17년 /북위 효명제 신귀(神龜) 원년)         |      |
| 권 149 | 양기 5  | 고조무황제 (高祖武皇帝) 5  | 519년 (양 무제 천감(天監) 18년 /북위 효명제 신귀(神龜) 2년)        | 523년 (양 무제 보통(普通) 4년 /북위 효명제 정광(正光) 4년)           |      |
| 권 150 | 양기 6  | 고조무황제 (高祖武皇帝) 6  | 524년 (양 무제 보통(普通) 5년 /북위 효명제 정광(正光) 5년)         | 525년 (양 무제 보통(普通) 6년 /북위 효명제 효창(孝昌) 원년)          |      |
| 권 151 | 양기 7  | 고조무황제 (高祖武皇帝) 7  | 526년 (양 무제 보통(普通) 7년 /북위 효명제 효창(孝昌) 2년)         | 527년 (양 무제 대통(大通) 원년 /북위 효명제 효창(孝昌) 3년)          |      |
| 권 152 | 양기 8  | 고조무황제 (高祖武皇帝) 8  | 528년 1월 (양 무제 대통(大通) 2년 /북위 효명제 효창(孝昌) 4년)     | 528년 12월 (양 무제 대통(大通) 2년 /북위 효장제 영안(永安) 원년)     |      |
| 권 153 | 양기 9  | 고조무황제 (高祖武皇帝) 9  | 529년 1월 (양 무제 대통(大通) 3년 /북위 효장제 영안(永安) 2년)     | 529년 12월 (양 무제 중대통(中大通) 원년 /북위 효장제 영안(永安) 2년) |      |
| 권 154 | 양기 10 | 고조무황제 (高祖武皇帝) 10 | 530년 1월 (양 무제 중대통(中大通) 2년 /북위 효장제 영안(永安) 3년) | 530년 12월 (양 무제 중대통(中大通) 2년 /북위 장광왕 건명(建明) 원년) |      |
| 권 155 | 양기 11 | 고조무황제 (高祖武皇帝) 11 | 531년 (양 무제 중대통(中大通) 3년 /북위 절민제 보태(普泰) 원년)    | 532년 (양 무제 중대통(中大通) 4년 /북위 효무제 영희(永熙) 원년)      |      |

- 양(梁) 2

| ###    | ###     | 목록 (군주)                    | 시작 시기 (음력)                                                                              | 최종 시기 (음력)                                                                               | 비고   |
| ------ | ------- | ------------------------------ | --------------------------------------------------------------------------------------------- | ---------------------------------------------------------------------------------------------- | ------ |
| 권 156 | 양기 12 | 고조무황제 (高祖武皇帝) 12     | 533년 (양 무제 중대통(中大通) 5년 /북위 효무제 영희(永熙) 2년)                                | 534년 (양 무제 중대통(中大通) 6년 /북위 효무제 영희(永熙) 3년 /동위 효정제 천평(天平) 원년)    |        |
| 권 157 | 양기 13 | 고조무황제 (高祖武皇帝) 13     | 535년 (양 무제 대동(大同) 원년 /서위 문제 대통(大統) 원년 /동위 효정제 천평(天平) 2년)        | 537년 (양 무제 대동(大同) 3년 /서위 문제 대통(大統) 3년 /동위 효정제 천평(天平) 4년)           |        |
| 권 158 | 양기 14 | 고조무황제 (高祖武皇帝) 14     | 538년 (양 무제 대동(大同) 4년 /서위 문제 대통(大統) 4년 /동위 효정제 원상(元象) 원년)         | 544년 (양 무제 대동(大同) 10년 /서위 문제 대통(大統) 10년 /동위 효정제 무정(武定) 2년)         |        |
| 권 159 | 양기 15 | 고조무황제 (高祖武皇帝) 15     | 545년 (양 무제 대동(大同) 11년 /서위 문제 대통(大統) 11년 /동위 효정제 무정(武定) 3년)        | 546년 (양 무제 중대동(中大同) 원년 /서위 문제 대통(大統) 12년 /동위 효정제 무정(武定) 4년)     |        |
| 권 160 | 양기 16 | 고조무황제 (高祖武皇帝) 16     | 547년 1월 (양 무제 중대동(中大同) 2년 /서위 문제 대통(大統) 13년 /동위 효정제 무정(武定) 5년) | 547년 12월 (양 무제 태청(太淸) 원년 /서위 문제 대통(大統) 13년 /동위 효정제 무정(武定) 5년)    |        |
| 권 161 | 양기 17 | 고조무황제 (高祖武皇帝) 17     | 548년 1월 (양 무제 태청(太淸) 2년 /서위 문제 대통(大統) 14년 /동위 효정제 무정(武定) 6년)     | 548년 12월 (양 무제 태청(太淸) 2년 /서위 문제 대통(大統) 14년 /동위 효정제 무정(武定) 6년)     |        |
| 권 162 | 양기 18 | 고조무황제 (高祖武皇帝) 18     | 549년 1월 (양 무제 태청(太淸) 3년 /서위 문제 대통(大統) 15년 /동위 효정제 무정(武定) 7년)     | 549년 12월 (양 무제 태청(太淸) 3년 /서위 문제 대통(大統) 15년 /동위 효정제 무정(武定) 7년)     |        |
| 권 163 | 양기 19 | 태종간문황제 (太宗簡文皇帝) 상 | 550년 1월 (양 간문제 대보(大寶) 원년 /서위 문제 대통(大統) 16년 /동위 효정제 무정(武定) 8년)  | 550년 12월 (양 간문제 대보(大寶) 원년 /서위 문제 대통(大統) 16년 /북제 문선제 천보(天保) 원년) |        |
| 권 164 | 양기 20 | 태종간문황제 (太宗簡文皇帝) 하 | 551년 (양 간문제 대보(大寶) 2년 /서위 문제 대통(大統) 17년 /북제 문선제 천보(天保) 2년)       | 552년 (양 원제 승성(承聖) 원년 /서위 폐제 원년 /북제 문선제 천보(天保) 3년)                    | [ 11 ] |
| 권 164 | 양기 20 | 세조효원황제 (世祖孝元皇帝) 상 | 551년 (양 간문제 대보(大寶) 2년 /서위 문제 대통(大統) 17년 /북제 문선제 천보(天保) 2년)       | 552년 (양 원제 승성(承聖) 원년 /서위 폐제 원년 /북제 문선제 천보(天保) 3년)                    | [ 11 ] |
| 권 165 | 양기 21 | 세조효원황제 (世祖孝元皇帝) 하 | 553년 (양 원제 승성(承聖) 2년 /서위 폐제 2년 /북제 문선제 천보(天保) 4년)                     | 554년 (양 원제 승성(承聖) 3년 /서위 공제 원년 /북제 문선제 천보(天保) 5년)                     |        |
| 권 166 | 양기 22 | 경황제 (敬皇帝)                | 555년 (양 경제 소태(紹泰) 원년 /서위 공제 2년 /북제 문선제 천보(天保) 6년)                    | 556년 (양 경제 태평(太平) 원년 /서위 공제 3년 /북제 문선제 천보(天保) 7년)                     | [ 12 ] |

### 진기(陳紀)
| ###    | ###     | 목록 (군주)                     | 시작 시기 (음력)                                                                                           | 최종 시기 (음력)                                                                       | 비고 |
| ------ | ------- | ------------------------------- | --- | -------------------------------------------------------------------------------------- | ---- |
| 권 167 | 진기 1  | 고조무황제 (高祖武皇帝)         | 557년 (진 무제 영정(永定) 원년 /북주 명제 원년 /북제 문선제 천보(天保) 8년)                                | 559년 (진 무제 영정(永定) 3년 /북주 명제 무성(武成) 원년 /북제 문선제 천보(天保) 10년) |      |
| 권 168 | 진기 2  | 세조문황제 (世祖文皇帝) 상      | 560년 (진 문제 천가(天嘉) 원년 /북주 명제 무성(武成) 2년 /북제 효소제 황건(皇建) 원년)                     | 562년 (진 문제 천가(天嘉) 3년 /북주 무제 보정(保定) 2년 /북제 무성제 하청(河淸) 원년)  |      |
| 권 169 | 진기 3  | 세조문황제 (世祖文皇帝) 하      | 563년 (진 문제 천가(天嘉) 4년 /북주 무제 보정(保定) 3년 /북제 무성제 하청(河淸) 2년)                       | 566년 (진 문제 천강(天康) 원년 /북주 무제 천화(天和) 원년 /북제 후주 천통(天統) 2년)   |      |
| 권 170 | 진기 4  | 임해왕 (臨海王)                 | 567년 (진 임해왕 광대(光大) 원년 /북주 무제 천화(天和) 2년 /북제 후주 천통(天統) 3년)                      | 571년 (진 선제 태건(太建) 3년 /북주 무제 천화(天和) 6년 /북제 후주 무평(武平) 2년)     |      |
| 권 170 | 진기 4  | 고종선황제 (高宗宣皇帝) 상 - 상 | 567년 (진 임해왕 광대(光大) 원년 /북주 무제 천화(天和) 2년 /북제 후주 천통(天統) 3년)                      | 571년 (진 선제 태건(太建) 3년 /북주 무제 천화(天和) 6년 /북제 후주 무평(武平) 2년)     |      |
| 권 171 | 진기 5  | 고종선황제 (高宗宣皇帝) 상 - 하 | 572년 (진 선제 태건(太建) 4년 /북주 무제 건덕(建德) 원년 /북제 후주 무평(武平) 3년)                        | 574년 (진 선제 태건(太建) 6년 /북주 무제 건덕(建德) 3년 /북제 후주 무평(武平) 5년)     |      |
| 권 172 | 진기 6  | 고종선황제 (高宗宣皇帝) 중 - 상 | 575년 (진 선제 태건(太建) 7년 (진 선제 태건(太建) 6년 /북주 무제 건덕(建德) 4년 /북제 후주 무평(武平) 6년) | 576년 (진 선제 태건(太建) 8년 /북주 무제 건덕(建德) 5년 /북제 후주 융화(隆化) 원년)    |      |
| 권 173 | 진기 7  | 고종선황제 (高宗宣皇帝) 중 - 하 | 577년 (진 선제 태건(太建) 9년 /북주 무제 건덕(建德) 6년 /북제 유주 승광(承光) 원년)                        | 579년 (진 선제 태건(太建) 11년 /북주 정제 대상(大象) 원년)                             |      |
| 권 174 | 진기 8  | 고종선황제 (高宗宣皇帝) 하 - 상 | 580년 1월 (진 선제 태건(太建) 12년 /북주 정제 대상(大象) 2년))                                             | 580년 12월 (진 선제 태건(太建) 12년 /북주 정제 대상(大象) 2년)                         |      |
| 권 175 | 진기 9  | 고종선황제 (高宗宣皇帝) 하 - 하 | 581년 (진 선제 태건(太建) 13년 /수 문제 개황(開皇) 원년)                                                   | 583년 (진 장성공 지덕(至德) 원년 /수 문제 개황(開皇) 3년)                              |      |
| 권 175 | 진기 9  | 장성공 (長城公) 상              | 581년 (진 선제 태건(太建) 13년 /수 문제 개황(開皇) 원년)                                                   | 583년 (진 장성공 지덕(至德) 원년 /수 문제 개황(開皇) 3년)                              |      |
| 권 176 | 진기 10 | 장성공 (長城公) 하              | 584년 (진 장성공 지덕(至德) 2년 /수 문제 개황(開皇) 4년)                                                   | 588년 (진 장성공 정명(禎明) 2년 /수 문제 개황(開皇) 8년)                               |      |

### 수기(隋紀)
| ###    | ###    | 목록 (군주)                     | 시작 시기 (음력)                    | 최종 시기 (음력)                     | 비고 |
| ------ | ------ | ------------------------------- | ----------------------------------- | ------------------------------------ | ---- |
| 권 177 | 수기 1 | 고조문황제 (高祖文皇帝) 상 - 상 | 589년 (수 문제 개황(開皇) 9년)      | 591년 (수 문제 개황(開皇) 11년)      |      |
| 권 178 | 수기 2 | 고조문황제 (高祖文皇帝) 상 - 하 | 592년 (수 문제 개황(開皇) 12년)     | 599년 (수 문제 개황(開皇) 19년)      |      |
| 권 179 | 수기 3 | 고조문황제 (高祖文皇帝) 중      | 600년 (수 문제 개황(開皇) 20년)     | 603년 (수 문제 인수(仁壽) 3년)       |      |
| 권 180 | 수기 4 | 고조문황제 (高祖文皇帝) 하      | 604년 (수 문제 인수(仁壽) 4년)      | 607년 (수 양제 대업(大業) 3년)       |      |
| 권 180 | 수기 4 | 양황제 (煬皇帝) 상 - 상         | 604년 (수 문제 인수(仁壽) 4년)      | 607년 (수 양제 대업(大業) 3년)       |      |
| 권 181 | 수기 5 | 양황제 (煬皇帝) 상 - 하         | 608년 (수 양제 대업(大業) 4년)      | 612년 (수 양제 대업(大業) 8년)       |      |
| 권 182 | 수기 6 | 양황제 (煬皇帝) 중              | 613년 (수 양제 대업(大業) 9년)      | 615년 (수 양제 대업(大業) 11년)      |      |
| 권 183 | 수기 7 | 양황제 (煬皇帝) 하              | 616년 1월 (수 양제 대업(大業) 12년) | 617년 5월 (수 공제 의녕(義寧) 원년)  |      |
| 권 183 | 수기 7 | 공황제 (恭皇帝) 상              | 616년 1월 (수 양제 대업(大業) 12년) | 617년 5월 (수 공제 의녕(義寧) 원년)  |      |
| 권 184 | 수기 8 | 공황제 (恭皇帝) 하              | 617년 6월 (수 공제 의녕(義寧) 원년) | 617년 12월 (수 공제 의녕(義寧) 원년) |      |

### 당기(唐紀)
- 당(唐) 1

| ###    | ###     | 목록 (군주)         | 시작 시기 (음력)                    | 최종 시기 (음력)                     | 비고 |
| ------ | ------- | ------------------- | ----------------------------------- | ------------------------------------ | ---- |
| 권 185 | 당기 1  | 고조 (高祖) 상 - 상 | 618년 1월 (당 고조 무덕(武德) 원년) | 618년 7월 (당 고조 무덕(武德) 원년)  |      |
| 권 186 | 당기 2  | 고조 (高祖) 상 - 중 | 618년 8월 (당 고조 무덕(武德) 원년) | 618년 12월 (당 고조 무덕(武德) 원년) |      |
| 권 187 | 당기 3  | 고조 (高祖) 상 - 하 | 619년 1월 (당 고조 무덕(武德) 2년)  | 619년 10월 (당 고조 무덕(武德) 2년)  |      |
| 권 188 | 당기 4  | 고조 (高祖) 중 - 상 | 619년 11월 (당 고조 무덕(武德) 2년  | 621년 2월 (당 고조 무덕(武德) 4년)   |      |
| 권 189 | 당기 5  | 고조 (高祖) 중 - 중 | 621년 3월 (당 고조 무덕(武德) 4년)  | 621년 12월 (당 고조 무덕(武德) 4년)  |      |
| 권 190 | 당기 6  | 고조 (高祖) 중 - 하 | 622년 1월 (당 고조 무덕(武德) 5년)  | 624년 5월 (당 고조 무덕(武德) 7년)   |      |
| 권 191 | 당기 7  | 고조 (高祖) 하 - 상 | 624년 6월 (당 고조 무덕(武德) 7년)  | 626년 8월 (당 고조 무덕(武德) 9년)   |      |
| 권 192 | 당기 8  | 고조 (高祖) 하 - 하 | 626년 9월 (당 고조 무덕(武德) 9년)  | 628년 8월 (당 태종 정관(貞觀) 2년)   |      |
| 권 192 | 당기 8  | 태종 (太宗) 상 - 상 | 626년 9월 (당 고조 무덕(武德) 9년)  | 628년 8월 (당 태종 정관(貞觀) 2년)   |      |
| 권 193 | 당기 9  | 태종 (太宗) 상 - 중 | 628년 9월 (당 태종 정관(貞觀) 2년)  | 631년 12월 (당 태종 정관(貞觀) 5년)  |      |
| 권 194 | 당기 10 | 태종 (太宗) 상 - 하 | 632년 1월 (당 태종 정관(貞觀) 6년)  | 637년 4월 (당 태종 정관(貞觀) 11년)  |      |

- 당(唐) 2 / 무주(武周) 1

| ###    | ###     | 목록 (군주)                         | 시작 시기 (음력)                    | 최종 시기 (음력)                        | 비고          |
| ------ | ------- | ----------------------------------- | ----------------------------------- | --------------------------------------- | ------------- |
| 권 195 | 당기 11 | 태종 (太宗) 중 - 상                 | 637년 5월 (당 태종 정관(貞觀) 11년) | 640년 12월 (당 태종 정관(貞觀) 14년)    |               |
| 권 196 | 당기 12 | 태종 (太宗) 중 - 중                 | 641년 1월 (당 태종 정관(貞觀) 15년) | 643년 3월 (당 태종 정관(貞觀) 17년)     |               |
| 권 197 | 당기 13 | 태종 (太宗) 중 - 하                 | 643년 4월 (당 태종 정관(貞觀) 17년) | 645년 5월 (당 태종 정관(貞觀) 19년)     |               |
| 권 198 | 당기 14 | 태종 (太宗) 하 - 상                 | 645년 6월 (당 태종 정관(貞觀) 19년) | 648년 3월 (당 태종 정관(貞觀) 22년)     |               |
| 권 199 | 당기 15 | 태종 (太宗) 하 - 하                 | 648년 4월 (당 태종 정관(貞觀) 22년) | 655년 9월 (당 고종 영휘(永徽) 6년)      |               |
| 권 199 | 당기 15 | 고종 (高宗) 상 - 상                 | 648년 4월 (당 태종 정관(貞觀) 22년) | 655년 9월 (당 고종 영휘(永徽) 6년)      |               |
| 권 200 | 당기 16 | 고종 (高宗) 상 - 하                 | 655년 10월 (당 고종 영휘(永徽) 6년) | 662년 7월 (당 고종 용삭(龍朔) 2년)      |               |
| 권 201 | 당기 17 | 고종 (高宗) 중 - 상                 | 662년 8월 (당 고종 용삭(龍朔) 2년)  | 670년 12월 (당 고종 함형(咸亨) 원년)    |               |
| 권 202 | 당기 18 | 고종 (高宗) 중 - 하                 | 671년 1월 (당 고종 함형(咸亨) 2년)  | 681년 12월 (당 고종 개요(開耀) 원년)    |               |
| 권 203 | 당기 19 | 고종 (高宗) 하                      | 682년 1월 (당 고종 영순(永淳) 원년) | 686년 12월 (당 예종 수공(垂拱) 2년)     | [ 13 ]        |
| 권 203 | 당기 19 | 측천순성황후 (則天順聖皇后) 상 - 상 | 682년 1월 (당 고종 영순(永淳) 원년) | 686년 12월 (당 예종 수공(垂拱) 2년)     | [ 13 ]        |
| 권 204 | 당기 20 | 측천순성황후 (則天順聖皇后) 상 - 하 | 687년 1월 (당 예종 수공(垂拱) 3년)  | 691년 10월 (무주 성신제 천수(天授) 2년) | [ 13 ] [ 14 ] |

- 무주(武周) 2 / 당(唐) 3

| ###    | ###     | 목록 (군주)                         | 시작 시기 (음력)                         | 최종 시기 (음력)                                 | 비고   |
| ------ | ------- | ----------------------------------- | ---------------------------------------- | ------------------------------------------------ | ------ |
| 권 205 | 당기 21 | 측천순성황후 (則天順聖皇后) 중 - 상 | 692년 정월 (무주 성신제 장수(長壽) 원년) | 696년 10월 (무주 성신제 만세통천(萬歲通天) 원년) | [ 14 ] |
| 권 206 | 당기 22 | 측천순성황후 (則天順聖皇后) 중 - 하 | 697년 정월 (무주 성신제 신공(神功) 원년) | 700년 6월 (무주 성신제 구시(久視) 원년)          | [ 14 ] |
| 권 207 | 당기 23 | 측천순성황후 (則天順聖皇后) 하      | 700년 7월 (무주 성신제 구시(久視) 원년)  | 705년 1월 (당 중종 복위 신룡(神龍) 원년)         | [ 14 ] |
| 권 207 | 당기 23 | 중종 (中宗) 상                      | 700년 7월 (무주 성신제 구시(久視) 원년)  | 705년 1월 (당 중종 복위 신룡(神龍) 원년)         | [ 14 ] |
| 권 208 | 당기 24 | 중종 (中宗) 중                      | 705년 2월 (당 중종 복위 신룡(神龍) 원년) | 707년 12월 (당 중종 복위 경룡(景龍) 원년)        |        |
| 권 209 | 당기 25 | 중종 (中宗) 하                      | 708년 1월 (당 중종 복위 경룡(景龍) 2년)  | 710년 7월 (당 예종 복위 경운(景雲) 원년)         | [ 15 ] |
| 권 209 | 당기 25 | 예종 (睿宗) 상                      | 708년 1월 (당 중종 복위 경룡(景龍) 2년)  | 710년 7월 (당 예종 복위 경운(景雲) 원년)         | [ 15 ] |
| 권 210 | 당기 26 | 예종 (睿宗) 하                      | 710년 8월 (당 예종 복위 경운(景雲) 원년) | 713년 12월 (당 현종 개원(開元) 원년)             |        |
| 권 210 | 당기 26 | 현종 (玄宗) 상 - 상                 | 710년 8월 (당 예종 복위 경운(景雲) 원년) | 713년 12월 (당 현종 개원(開元) 원년)             |        |
| 권 211 | 당기 27 | 현종 (玄宗) 상 - 중                 | 714년 1월 (당 현종 개원(開元) 2년)       | 717년 12월 (당 현종 개원(開元) 5년)              |        |
| 권 212 | 당기 28 | 현종 (玄宗) 상 - 하                 | 718년 1월 (당 현종 개원(開元) 6년)       | 725년 12월 (당 현종 개원(開元) 13년)             |        |
| 권 213 | 당기 29 | 현종 (玄宗) 중 - 상                 | 726년 1월 (당 현종 개원(開元) 14년)      | 733년 12월 (당 현종 개원(開元) 21년)             |        |
| 권 214 | 당기 30 | 현종 (玄宗) 중 - 중                 | 734년 1월 (당 현종 개원(開元) 22년)      | 741년 12월 (당 현종 개원(開元) 29년)             |        |

- 당(唐) 4

| ###    | ###     | 목록 (군주)         | 시작 시기 (음력)                        | 최종 시기 (음력)                      | 비고 |
| ------ | ------- | ------------------- | --------------------------------------- | ------------------------------------- | ---- |
| 권 215 | 당기 31 | 현종 (玄宗) 중 - 하 | 742년 1월 (당 현종 천보(天寶) 원년)     | 747년 11월 (당 현종 천보(天寶) 6년)   |      |
| 권 216 | 당기 32 | 현종(玄宗) 하 - 상  | 747년 12월 (당 현종 천보(天寶) 6년)     | 753년 12월 (당 현종 천보(天寶) 12년)  |      |
| 권 217 | 당기 33 | 현종(玄宗) 하 - 하  | 754년 1월 (당 현종 천보(天寶) 13년)     | 756년 4월 (당 현종 천보(天寶) 15년)   |      |
| 권 217 | 당기 33 | 숙종 (肅宗) 상 - 상 | 754년 1월 (당 현종 천보(天寶) 13년)     | 756년 4월 (당 현종 천보(天寶) 15년)   |      |
| 권 218 | 당기 34 | 숙종 (肅宗) 상 - 하 | 756년 5월 (당 현종 천보(天寶) 15년)     | 756년 9월 (당 숙종 지덕(至德) 원년)   |      |
| 권 219 | 당기 35 | 숙종 (肅宗) 중 - 상 | 756년 10월 (당 숙종 지덕(至德) 원년)    | 757년 윤 8월 (당 숙종 지덕(至德) 2년) |      |
| 권 220 | 당기 36 | 숙종 (肅宗) 중 - 하 | 757년 9월 (당 숙종 지덕(至德) 2년)      | 758년 12월 (당 숙종 건원(乾元) 원년)  |      |
| 권 221 | 당기 37 | 숙종 (肅宗) 하 - 상 | 759년 1월 (당 숙종 건원(乾元) 2년)      | 760년 12월 (당 숙종 상원(上元) 원년)  |      |
| 권 222 | 당기 38 | 숙종 (肅宗) 하 - 하 | 761년 1월 (당 숙종 상원(上元) 2년)      | 763년 6월 (당 대종 보응(寶應) 2년)    |      |
| 권 222 | 당기 38 | 대종 (代宗) 상 - 상 | 761년 1월 (당 숙종 상원(上元) 2년)      | 763년 6월 (당 대종 보응(寶應) 2년)    |      |
| 권 223 | 당기 39 | 대종 (代宗) 상 - 하 | 763년 7월 (당 대종 광덕(上元) 원년)     | 765년 10월 (당 대종 영태(永泰) 원년)  |      |
| 권 224 | 당기 40 | 대종 (代宗) 중 - 상 | 765년 윤 10월 (당 대종 영태(永泰) 원년) | 773년 12월 (당 대종 대력(大曆) 8년)   |      |

- 당(唐) 5

| ###    | ###     | 목록 (군주)         | 시작 시기 (음력)                    | 최종 시기 (음력)                    | 비고 |
| ------ | ------- | ------------------- | ----------------------------------- | ----------------------------------- | ---- |
| 권 225 | 당기 41 | 대종 (代宗) 중 - 하 | 774년 1월 (당 대종 대력(大曆) 9년)  | 779년 7월 (당 대종 대력(大曆) 14년) |      |
| 권 226 | 당기 42 | 대종 (代宗) 하      | 779년 8월 (당 대종 대력(大曆) 14년) | 781년 5월 (당 덕종 건중(建中) 2년)  |      |
| 권 226 | 당기 42 | 덕종 (德宗) 1       | 779년 8월 (당 대종 대력(大曆) 14년) | 781년 5월 (당 덕종 건중(建中) 2년)  |      |
| 권 227 | 당기 43 | 덕종 (德宗) 2       | 781년 6월 (당 덕종 건중(建中) 2년)  | 782년 12월 (당 덕종 건중(建中) 3년) |      |
| 권 228 | 당기 44 | 덕종 (德宗) 3       | 783년 1월 (당 덕종 건중(建中) 4년)  | 783년 10월 (당 덕종 건중(建中) 4년) |      |
| 권 229 | 당기 45 | 덕종 (德宗) 4       | 783년 11월 (당 덕종 건중(建中) 4년) | 784년 1월 (당 덕종 흥원(興元) 원년) |      |
| 권 230 | 당기 46 | 덕종 (德宗) 5       | 784년 2월 (당 덕종 흥원(興元) 원년) | 784년 4월 (당 덕종 흥원(興元) 원년) |      |
| 권 231 | 당기 47 | 덕종 (德宗) 6       | 784년 5월 (당 덕종 흥원(興元) 원년) | 785년 7월 (당 덕종 정원(貞元) 원년) |      |
| 권 232 | 당기 48 | 덕종 (德宗) 7       | 785년 8월 (당 덕종 정원(貞元) 원년) | 787년 7월 (당 덕종 정원(貞元) 3년)  |      |
| 권 233 | 당기 49 | 덕종 (德宗) 8       | 787년 8월 (당 덕종 정원(貞元) 3년)  | 791년 12월 (당 덕종 정원(貞元) 7년) |      |
| 권 234 | 당기 50 | 덕종 (德宗) 9       | 792년 1월 (당 덕종 정원(貞元) 8년)  | 794년 5월 (당 덕종 정원(貞元) 10년) |      |

- 당(唐) 6

| ###    | ###     | 목록 (군주)         | 시작 시기 (음력)                    | 최종 시기 (음력)                     | 비고 |
| ------ | ------- | ------------------- | ----------------------------------- | ------------------------------------ | ---- |
| 권 235 | 당기 51 | 덕종 (德宗) 10      | 794년 6월 (당 덕종 정원(貞元) 10년) | 800년 12월 (당 덕종 정원(貞元) 16년) |      |
| 권 236 | 당기 52 | 덕종 (德宗) 11      | 801년 1월 (당 덕종 정원(貞元) 17년) | 805년 12월 (당 순종 영정(永貞) 원년) |      |
| 권 236 | 당기 52 | 순종 (順宗)         | 801년 1월 (당 덕종 정원(貞元) 17년) | 805년 12월 (당 순종 영정(永貞) 원년) |      |
| 권 237 | 당기 53 | 헌종 (憲宗) 상 - 상 | 806년 1월 (당 헌종 원화(元和) 원년) | 809년 6월 (당 헌종 원화(元和) 4년)   |      |
| 권 238 | 당기 54 | 헌종 (憲宗) 상 - 하 | 809년 7월 (당 헌종 원화(元和) 4년)  | 812년 9월 (당 헌종 원화(元和) 7년)   |      |
| 권 239 | 당기 55 | 헌종 (憲宗) 중 - 상 | 812년 10월 (당 헌종 원화(元和) 7년) | 816년 12월 (당 헌종 원화(元和) 11년) |      |
| 권 240 | 당기 56 | 헌종 (憲宗) 중 - 하 | 817년 1월 (당 헌종 원화(元和) 12년) | 819년 1월 (당 헌종 원화(元和) 14년)  |      |
| 권 241 | 당기 57 | 헌종 (憲宗) 하      | 819년 2월 (당 헌종 원화(元和) 14년) | 821년 6월 (당 목종 장경(長慶) 원년)  |      |
| 권 241 | 당기 57 | 목종 (穆宗) 상      | 819년 2월 (당 헌종 원화(元和) 14년) | 821년 6월 (당 목종 장경(長慶) 원년)  |      |
| 권 242 | 당기 58 | 목종 (穆宗) 중      | 821년 7월 (당 목종 장경(長慶) 원년) | 822년 12월 (당 목종 장경(長慶) 2년)  |      |
| 권 243 | 당기 59 | 목종 (穆宗) 하      | 823년 1월 (당 목종 장경(長慶) 3년)  | 828년 12월 (당 문종 대화(大和) 2년)  |      |
| 권 243 | 당기 59 | 경종 (敬宗)         | 823년 1월 (당 목종 장경(長慶) 3년)  | 828년 12월 (당 문종 대화(大和) 2년)  |      |
| 권 243 | 당기 59 | 문종 (文宗) 상 - 상 | 823년 1월 (당 목종 장경(長慶) 3년)  | 828년 12월 (당 문종 대화(大和) 2년)  |      |
| 권 244 | 당기 60 | 문종 (文宗) 상 - 하 | 829년 1월 (당 문종 대화(大和) 3년)  | 833년 12월 (당 문종 대화(大和) 7년)  |      |

- 당(唐) 7

| ###    | ###     | 목록 (군주)         | 시작 시기 (음력)                      | 최종 시기 (음력)                     | 비고 |
| ------ | ------- | ------------------- | ------------------------------------- | ------------------------------------ | ---- |
| 권 245 | 당기 61 | 문종 (文宗) 중      | 834년 1월 (당 문종 대화(大和) 8년)    | 837년 12월 (당 문종 개성(開成) 2년)  |      |
| 권 246 | 당기 62 | 문종 (文宗) 하      | 838년 1월 (당 문종 개성(開成) 3년)    | 842년 12월 (당 무종 회창(會昌) 2년)  |      |
| 권 246 | 당기 62 | 무종 (武宗) 상      | 838년 1월 (당 문종 개성(開成) 3년)    | 842년 12월 (당 무종 회창(會昌) 2년)  |      |
| 권 247 | 당기 63 | 무종 (武宗) 중      | 843년 1월 (당 무종 회창(會昌) 3년)    | 844년 7월 (당 무종 회창(會昌) 4년)   |      |
| 권 248 | 당기 64 | 무종 (武宗) 하      | 844년 윤 7월 (당 무종 회창(會昌) 4년) | 849년 12월 (당 선종 대중(大中) 3년)  |      |
| 권 248 | 당기 64 | 선종 (宣宗) 상      | 844년 윤 7월 (당 무종 회창(會昌) 4년) | 849년 12월 (당 선종 대중(大中) 3년)  |      |
| 권 249 | 당기 65 | 선종 (宣宗) 하      | 850년 1월 (당 선종 대중(大中) 4년     | 859년 12월 (당 선종 대중(大中) 13년) |      |
| 권 250 | 당기 66 | 의종 (懿宗) 상      | 860년 (당 의종 함통(咸通) 원년)       | 867년 12월 (당 의종 함통(咸通) 8년)  |      |
| 권 251 | 당기 67 | 의종 (懿宗) 중      | 868년 1월 (당 의종 함통(咸通) 9년)    | 869년 12월 (당 의종 함통(咸通) 10년) |      |
| 권 252 | 당기 68 | 의종 (懿宗) 하      | 870년 1월 (당 의종 함통(咸通) 11년)   | 876년 12월 (당 희종 건부(乾符) 3년)  |      |
| 권 252 | 당기 68 | 희종 (僖宗) 상 - 상 | 870년 1월 (당 의종 함통(咸通) 11년)   | 876년 12월 (당 희종 건부(乾符) 3년)  |      |
| 권 253 | 당기 69 | 희종 (僖宗) 상 - 하 | 877년 1월 (당 희종 건부(乾符) 4년)    | 880년 10월 (당 희종 광명(廣明) 원년) |      |
| 권 254 | 당기 70 | 희종 (僖宗) 중 - 상 | 880년 11월 (당 희종 광명(廣明) 원년)  | 882년 4월 (당 희종 중화(中和) 2년)   |      |

- 당(唐) 8

| ###    | ###     | 목록 (군주)         | 시작 시기 (음력)                    | 최종 시기 (음력)                       | 비고 |
| ------ | ------- | ------------------- | ----------------------------------- | -------------------------------------- | ---- |
| 권 255 | 당기 71 | 희종 (僖宗) 중 - 하 | 882년 5월 (당 희종 중화(中和) 2년)  | 884년 5월 (당 희종 중화(中和) 4년)     |      |
| 권 256 | 당기 72 | 희종 (僖宗) 하 - 상 | 884년 6월 (당 희종 중화(中和) 4년)  | 887년 3월 (당 희종 광계(光啓) 3년)     |      |
| 권 257 | 당기 73 | 희종 (僖宗) 하 - 하 | 887년 4월 (당 희종 광계(光啓) 3년)  | 888년 12월 (당 희종 문덕(文德) 원년)   |      |
| 권 258 | 당기 74 | 소종 (昭宗) 상 - 상 | 889년 1월 (당 소종 용기(龍紀) 원년) | 891년 12월 (당 소종 대순(大順) 2년)    |      |
| 권 259 | 당기 75 | 소종 (昭宗) 상 - 중 | 892년 1월 (당 소종 경복(景福) 원년) | 894년 12월 (당 소종 건녕(乾寧) 원년)   |      |
| 권 260 | 당기 76 | 소종 (昭宗) 상 - 하 | 895년 1월 (당 소종 건녕(乾寧) 2년)  | 896년 12월 (당 소종 건녕(乾寧) 3년)    |      |
| 권 261 | 당기 77 | 소종 (昭宗) 중 - 상 | 897년 1월 (당 소종 건녕(乾寧) 4년)  | 899년 12월 (당 소종 광화(光化) 2년)    |      |
| 권 262 | 당기 78 | 소종 (昭宗) 중 - 중 | 900년 1월 (당 소종 광화(光化) 3년)  | 901년 12월 (당 소종 천복(天復) 원년)   |      |
| 권 263 | 당기 79 | 소종 (昭宗) 중 - 하 | 902년 1월 (당 소종 천복(天復) 2년)  | 903년 1월 (당 소종 천복(天復) 3년)     |      |
| 권 264 | 당기 80 | 소종 (昭宗) 하 - 상 | 903년 2월 (당 소종 천복(天復) 3년)  | 904년 윤 4월 (당 소종 천우(天祐) 원년) |      |
| 권 265 | 당기 81 | 소종 (昭宗) 하 - 하 | 904년 5월 (당 소종 천우(天祐) 원년) | 906년 12월 (당 소선제 천우(天祐) 3년)  |      |
| 권 265 | 당기 81 | 소선제 (昭宣帝)     | 904년 5월 (당 소종 천우(天祐) 원년) | 906년 12월 (당 소선제 천우(天祐) 3년)  |      |

|}

### 후량기(後梁紀)
| ###    | ###      | 목록 (군주)         | 시작 시기 (음력)                                              | 최종 시기 (음력)                                               | 비고   |
| ------ | -------- | ------------------- | ------------------------------------------------------------- | -------------------------------------------------------------- | ------ |
| 권 266 | 후량기 1 | 태조 (太祖) 상      | 907년 1월 (후량 태조 개평(開平) 원년)                         | 908년 7월 (후량 태조 개평(開平) 2년)                           |        |
| 권 267 | 후량기 2 | 태조 (太祖) 중      | 908년 8월 (후량 태조 개평(開平) 2년)                          | 911년 2월 (후량 태조 개평(開平) 5년)                           |        |
| 권 268 | 후량기 3 | 태조 (太祖) 하      | 911년 3월 (후량 태조 건화(乾化) 원년                          | 913년 11월 (후량 균왕 건화(乾化) 3년)                          | [ 16 ] |
| 권 268 | 후량기 3 | 균왕 (均王) 상 - 상 | 911년 3월 (후량 태조 건화(乾化) 원년                          | 913년 11월 (후량 균왕 건화(乾化) 3년)                          | [ 16 ] |
| 권 269 | 후량기 4 | 균왕 (均王) 상 - 하 | 913년 12월 (후량 균왕 건화(乾化) 3년)                         | 917년 6월 (후량 균왕 정명(貞明) 3년 /요 태조 신책(神冊) 2년)   |        |
| 권 270 | 후량기 5 | 균왕 (均王) 중      | 917년 7월 (후량 균왕 정명(貞明) 3년 /요 태조 신책(神冊) 2년)  | 919년 9월 (후량 균왕 정명(貞明) 5년 /요 태조 신책(神冊) 4년)   |        |
| 권 271 | 후량기 6 | 균왕 (均王) 하      | 919년 10월 (후량 균왕 정명(貞明) 5년 /요 태조 신책(神冊) 4년) | 922년 12월 (후량 균왕 용덕(龍德) 2년 /요 태조 천찬(天贊) 원년) |        |

### 후당기(後唐紀)
| ###    | ###      | 목록 (군주)         | 시작 시기 (음력)                                               | 최종 시기 (음력)                                                 | 비고   |
| ------ | -------- | ------------------- | -------------------------------------------------------------- | ---------------------------------------------------------------- | ------ |
| 권 272 | 후당기 1 | 장종 (莊宗) 상      | 923년 1월 (후당 장종 동광(同光) 원년 /요 태조 천찬(天贊) 2년)  | 923년 12월 (후당 장종 동광(同光) 원년 /요 태조 천찬(天贊) 2년)   |        |
| 권 273 | 후당기 2 | 장종 (莊宗) 중      | 924년 1월 (후당 장종 동광(同光) 2년 /요 태조 천찬(天贊) 3년)   | 925년 10월 (후당 장종 동광(同光) 3년 /요 태조 천찬(天贊) 4년)    |        |
| 권 274 | 후당기 3 | 장종 (莊宗) 하      | 925년 11월 (후당 장종 동광(同光) 3년 /요 태조 천찬(天贊) 4년)  | 926년 3월 (후당 장종 동광(同光) 4년 /요 태조 천현(天顯) 원년)    |        |
| 권 274 | 후당기 3 | 명종 (明宗) 상 - 상 | 925년 11월 (후당 장종 동광(同光) 3년 /요 태조 천찬(天贊) 4년)  | 926년 3월 (후당 장종 동광(同光) 4년 /요 태조 천현(天顯) 원년)    |        |
| 권 275 | 후당기 4 | 명종 (明宗) 상 - 하 | 926년 4월 (후당 명종 천성(天成) 원년 /요 태조 천현(天顯) 원년) | 927년 6월 (후당 명종 천성(天成) 2년 /요 태조 천현(天顯) 2년)     |        |
| 권 276 | 후당기 5 | 명종 (明宗) 중 - 상 | 927년 7월 (후당 명종 천성(天成) 2년 /요 태조 천현(天顯) 2년)   | 929년 12월 (후당 명종 천성(天成) 4년 /요 태종 천현(天顯) 4년)    |        |
| 권 277 | 후당기 6 | 명종 (明宗) 중 - 하 | 930년 1월 (후당 명종 장흥(長興) 원년 /요 태종 천현(天顯) 5년)  | 932년 6월 (후당 명종 장흥(長興) 3년 /요 태종 천현(天顯) 7년)     |        |
| 권 278 | 후당기 7 | 명종 (明宗) 하      | 932년 7월 (후당 명종 장흥(長興) 3년 /요 태종 천현(天顯) 7년)   | 934년 윤 1월 (후당 민제 응순(應順) 원년 /요 태종 천현(天顯) 9년) | [ 17 ] |
| 권 278 | 후당기 7 | 노왕 (潞王) 상      | 932년 7월 (후당 명종 장흥(長興) 3년 /요 태종 천현(天顯) 7년)   | 934년 윤 1월 (후당 민제 응순(應順) 원년 /요 태종 천현(天顯) 9년) | [ 17 ] |
| 권 279 | 후당기 8 | 노왕 (潞王) 하      | 934년 2월 (후당 노왕 청태(淸泰) 원년 /요 태종 천현(天顯) 9년)  | 935년 12월 (후당 노왕 청태(淸泰) 2년 /요 태종 천현(天顯) 10년)   |        |

### 후진기(後晉紀)
| ###    | ###      | 목록 (군주)         | 시작 시기 (음력)                                               | 최종 시기 (음력)                                                | 비고 |
| ------ | -------- | ------------------- | -------------------------------------------------------------- | --------------------------------------------------------------- | ---- |
| 권 280 | 후진기 1 | 고조 (高祖) 상 - 상 | 936년 1월 (후진 고조 천복(天福) 원년 /요 태종 천현(天顯) 11년) | 936년 12월 (후진 고조 천복(天福) 원년 /요 태종 천현(天顯) 11년) |      |
| 권 281 | 후진기 2 | 고조 (高祖) 상 - 하 | 937년 1월 (후진 고조 천복(天福) 2년 /요 태종 천현(天顯) 12년)  | 938년 12월 (후진 고조 천복(天福) 3년 /요 태종 회동(會同) 원년)  |      |
| 권 282 | 후진기 3 | 고조 (高祖) 중      | 939년 1월 (후진 고조 천복(天福) 4년 /요 태종 회동(會同) 2년)   | 941년 12월 (후진 고조 천복(天福) 6년 /요 태종 회동(會同) 4년)   |      |
| 권 283 | 후진기 4 | 고조 (高祖) 하      | 942년 1월 (후진 고조 천복(天福) 7년 /요 태종 회동(會同) 5년)   | 944년 1월 (후진 제왕 천복(天福) 9년 /요 태종 회동(會同) 7년)    |      |
| 권 283 | 후진기 4 | 제왕 (齊王) 상      | 942년 1월 (후진 고조 천복(天福) 7년 /요 태종 회동(會同) 5년)   | 944년 1월 (후진 제왕 천복(天福) 9년 /요 태종 회동(會同) 7년)    |      |
| 권 284 | 후진기 5 | 제왕 (齊王) 중      | 944년 2월 (후진 제왕 개운(開運) 원년 /요 태종 회동(會同) 7년)  | 945년 7월 (후진 제왕 개운(開運) 2년 /요 태종 회동(會同) 8년)    |      |
| 권 285 | 후진기 6 | 제왕 (齊王) 하      | 945년 7월 (후진 제왕 개운(開運) 2년 /요 태종 회동(會同) 8년)   | 946년 12월 (후진 제왕 개운(開運) 3년 /요 태종 회동(會同) 9년)   |      |

### 후한기(後漢紀)
| ###    | ###      | 목록 (군주)        | 시작 시기 (음력)                                               | 최종 시기 (음력)                                               | 비고 |
| ------ | -------- | ------------------ | -------------------------------------------------------------- | -------------------------------------------------------------- | ---- |
| 권 286 | 후한기 1 | 고조 (高祖) 상     | 947년 1월 (후한 고조 천복(天福) 12년 /요 태종 회동(會同) 10년) | 947년 4월 (후한 고조 천복(天福) 12년 /요 태종 대동(大同) 원년) |      |
| 권 287 | 후한기 2 | 고조 (高祖) 중     | 947년 5월 (후한 고조 천복(天福) 12년 /요 세종 천록(天祿) 원년) | 948년 2월 (후한 고조 건우(乾祐) 원년 /요 세종 천록(天祿) 2년)  |      |
| 권 288 | 후한기 3 | 고조 (高祖) 하     | 948년 3월 (후한 고조 건우(乾祐) 원년 /요 세종 천록(天祿) 2년)  | 949년 12월 (후한 은제 건우(乾祐) 2년 /요 세종 천록(天祿) 3년)  |      |
| 권 288 | 후한기 3 | 은황제 (隱皇帝) 상 | 948년 3월 (후한 고조 건우(乾祐) 원년 /요 세종 천록(天祿) 2년)  | 949년 12월 (후한 은제 건우(乾祐) 2년 /요 세종 천록(天祿) 3년)  |      |
| 권 289 | 후한기 4 | 은황제 (隱皇帝) 하 | 950년 1월 (후한 은제 건우(乾祐) 3년 /요 세종 천록(天祿) 4년)   | 950년 12월 (후한 은제 건우(乾祐) 3년 /요 세종 천록(天祿) 4년)  |      |

### 후주기(後周紀)
| ###    | ###      | 목록 (군주)     | 시작 시기 (음력)                                              | 최종 시기 (음력)                                              | 비고 |
| ------ | -------- | --------------- | ------------------------------------------------------------- | ------------------------------------------------------------- | ---- |
| 권 290 | 후주기 1 | 태조 (太祖) 상  | 951년 1월 (후주 태조 광순(廣順) 원년 /요 세종 천록(天祿) 5년) | 952년 8월 (후주 태조 광순(廣順) 2년 /요 목종 응력(應曆) 2년)  |      |
| 권 291 | 후주기 2 | 태조 (太祖) 중  | 952년 9월 (후주 태조 광순(廣順) 2년 /요 목종 응력(應曆) 2년)  | 954년 4월 (후주 태조 현덕(顯德) 원년 /요 목종 응력(應曆) 4년) |      |
| 권 292 | 후주기 3 | 태조 (太祖) 하  | 954년 5월 (후주 태조 현덕(顯德) 원년 /요 목종 응력(應曆) 4년) | 956년 2월 (후주 세종 현덕(顯德) 3년 /요 목종 응력(應曆) 6년)  |      |
| 권 292 | 후주기 3 | 세종 (世宗) 상  | 954년 5월 (후주 태조 현덕(顯德) 원년 /요 목종 응력(應曆) 4년) | 956년 2월 (후주 세종 현덕(顯德) 3년 /요 목종 응력(應曆) 6년)  |      |
| 권 293 | 후주기 4 | 세종 (世宗) 중  | 956년 3월 (후주 세종 현덕(顯德) 3년 /요 목종 응력(應曆) 6년)  | 957년 12월 (후주 세종 현덕(顯德) 4년 /요 목종 응력(應曆) 7년) |      |
| 권 294 | 후주기 5 | 세종 (世宗) 하  | 958년 1월 (후주 세종 현덕(顯德) 5년 /요 목종 응력(應曆) 8년)  | 959년 12월 (후주 공제 현덕(顯德) 6년 /요 목종 응력(應曆) 9년) |      |
| 권 294 | 후주기 5 | 공황제 (恭皇帝) | 958년 1월 (후주 세종 현덕(顯德) 5년 /요 목종 응력(應曆) 8년)  | 959년 12월 (후주 공제 현덕(顯德) 6년 /요 목종 응력(應曆) 9년) |      |

## 문화재 지정
보물 제1281-3호(원각사)로 지정된 권193-195은 3권 1책의 잔본이지만 인쇄상태와 보존상태는 거의 온전하다. 현재 이와 동일본으로 권236-238의 3권1책이 보물 제1281-1호(국립중앙박물관)로 지정되었고, 권131-135, 246-250의 10권 2책이 보물 제1281-2호(서울역사박물관)로 지정되어 있다. 전본이 아주 드문 희귀본과 집현전 학사를 동원하여 편찬한 책이라는 점에서 조선전기의 인쇄사 및 출판사 연구에 귀중한 자료로 사료된다.

## 한국어 번역본
- 권중달 역 『자치통감』 - 1997년 번역을 시작해 2005년에 완료되었으며, 2006년부터 2010년까지 총32권(해설서 1권 포함)으로 완간되었다.[19]

## 기타
고려 시대에는 이 책을 자리통감(資理通鑑)이라고 불렀다. 이유는 고려 성종의 휘가 왕치(王治)였기 때문에 피휘를 하기 위해 치(治)를 뜻이 같은 리(理)로 바꿨기 때문이었다.

## 같이 보기
- 자치통감강목(資治通鑑綱目)
- 속자치통감(續資治通鑑)
- 명통감(明通鑑)